# Hôtel d'Assézat
L'hôtel d'Assézat è un edificio storico di Tolosa, eretto alla metà del XVI secolo su progetto di Nicolas Bachelier per il grande mercante del guado Pierre d'Assézat. Oggi, l'Hôtel d'Assézat ospita il museo della Fondazione Bemberg, con una collezione artistica che spazia dal XV al XX secolo, e l'Unione delle società scientifiche, composta da sei diverse compagnie.
Il termine "hotel" va inteso qui nel senso francese di "hôtel particulier", cioè palazzo urbano. Ma in Francia il termine "palazzo" è normalmente riservato alle residenze reali o principesche.

## Descrizione
L'hotel si distingue per l'ottimo stato di conservazione e per le sue vaste dimensioni, motivo per cui è citato in tutti i sommari dedicati al Rinascimento francese. La sua eccezionale decorazione è una combinazione di architettura classica (campagna 1555-1557 per le due facciate sul retro del cortile e la scala nell'angolo) e di manierismo per gli elementi della campagna successiva (1560-1562).

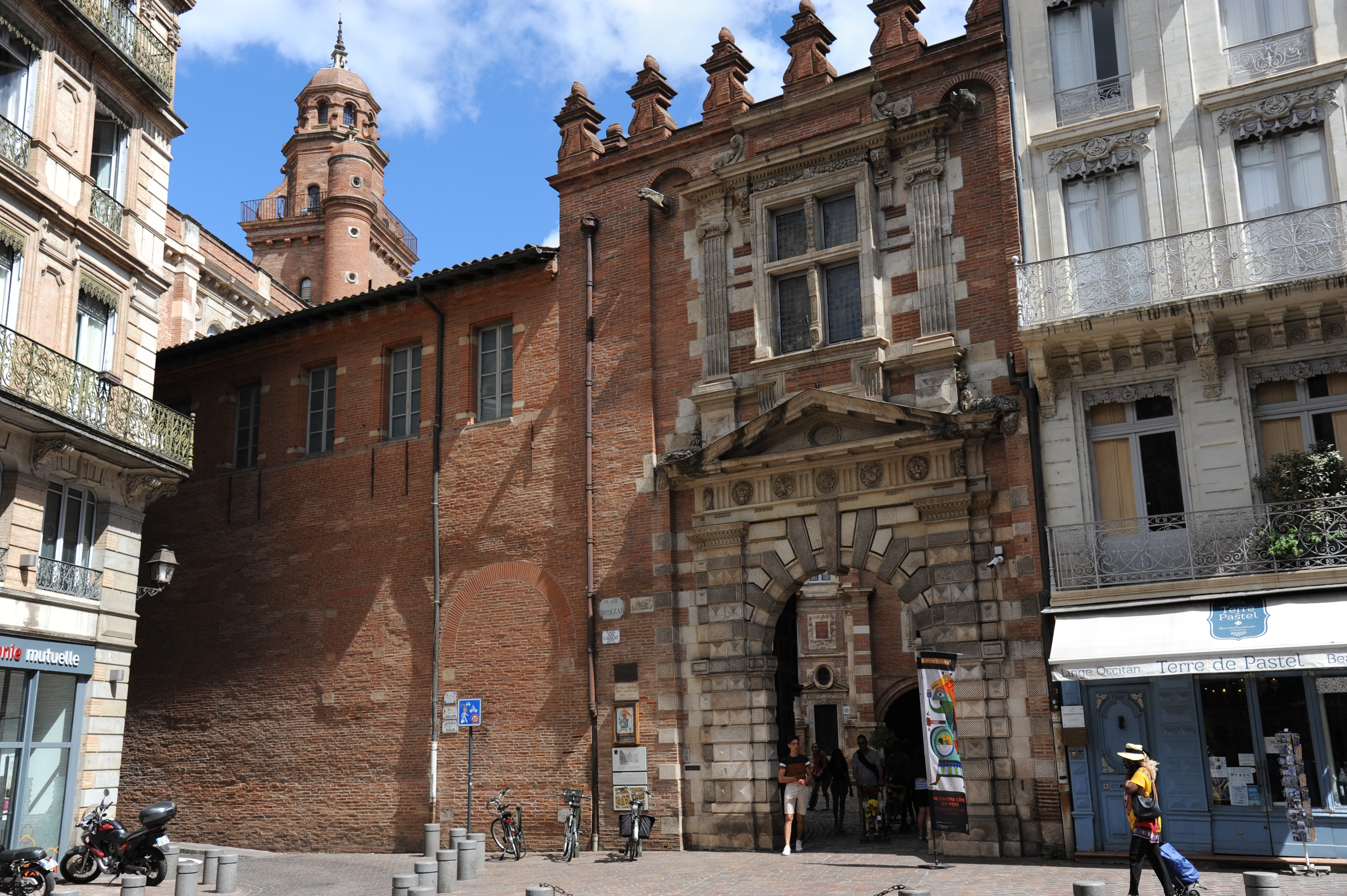
L'hotel visto dalla strada.
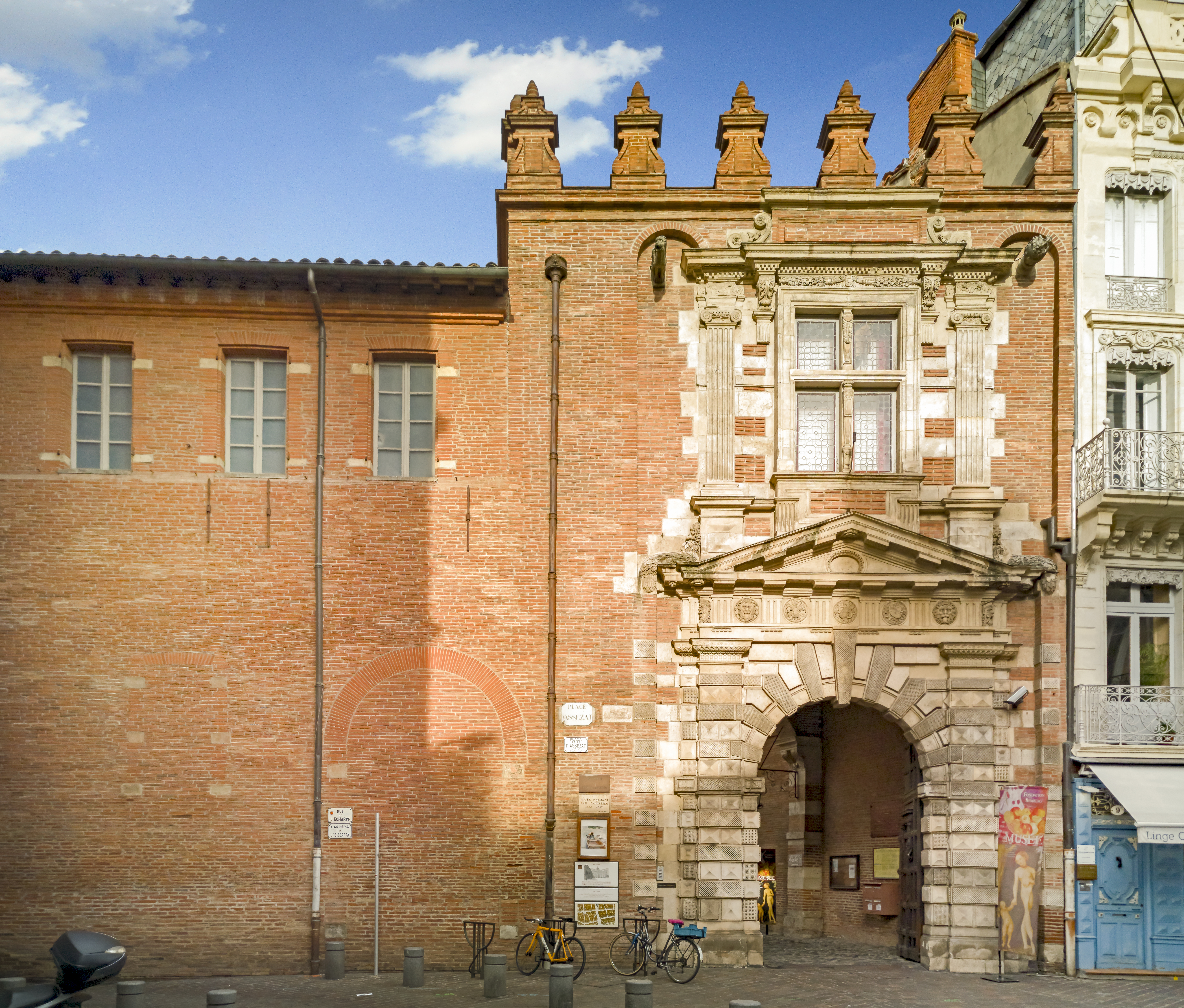
L'ingresso dell'hotel.
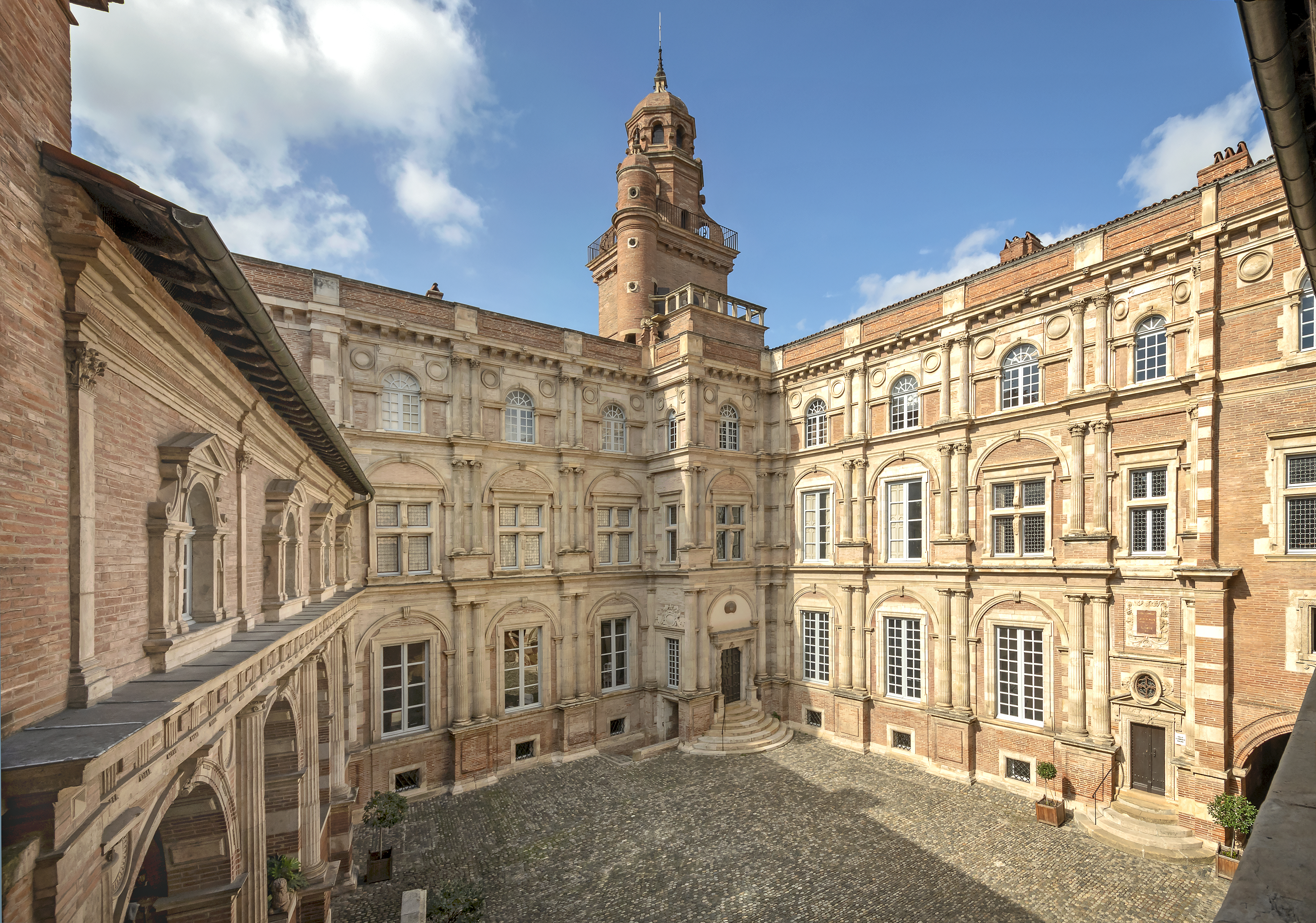
La corte d'onore.

### Facciate classiche
I responsabili del progetto per la prima campagna di lavori furono l'architetto Nicolas Bachelier e il muratore Jean Castagné, ma entrambi morirono a pochi mesi di distanza l'uno dall'altro, nel 1556 e nel 1557, e i lavori furono interrotti per diversi anni. Le facciate da loro erette, le cui campate sono delimitate da colonne appaiate in cui gli ordini dorico, ionico e corinzio si sovrappongono ai piani, si ispirano a modelli antichi come il Colosseo ma anche a trattati di architettura come quelli di Sebastiano Serlio. 
L'accurato trattamento dei fusti delle colonne (scanalate e rudentate) e dei capitelli richiama sistematicamente la più sofisticata espressione antica conosciuta. Arricchito da fleuroni e da una fila di ovuli, il dorico del piano terra è, ad esempio, attraverso il Serlio o Labacco, un'allusione alla sua versione più ornata conosciuta: quella della basilica Emilia. · . Il ricchissimo ionico del primo piano ha una fila di foglie placcate sui flauti, sopra il baldacchino ha una treccia debordante. Per quanto riguarda l'ordine corinzio del secondo piano, le foglie d'acanto sono scanalate e tagliate, non cesellate, con una formula che varia da una campata all'altra.
Questa composizione delle facciate dell'hotel non assomiglia direttamente a quella della facciata Lescot nel cortile quadrato del Louvre, alla quale viene talvolta paragonata..

Fotografie di facciate classiche
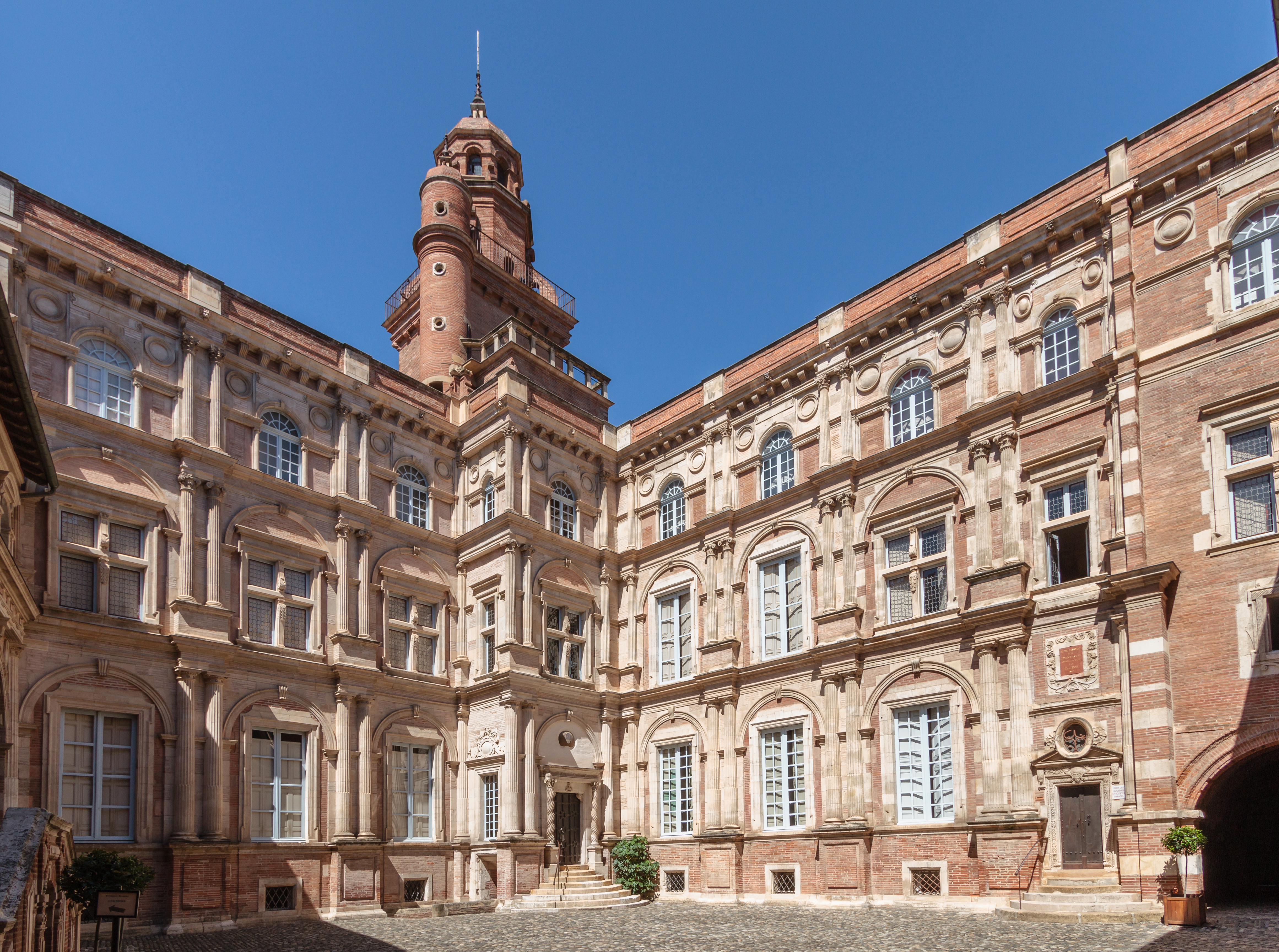
Facciate classiche.
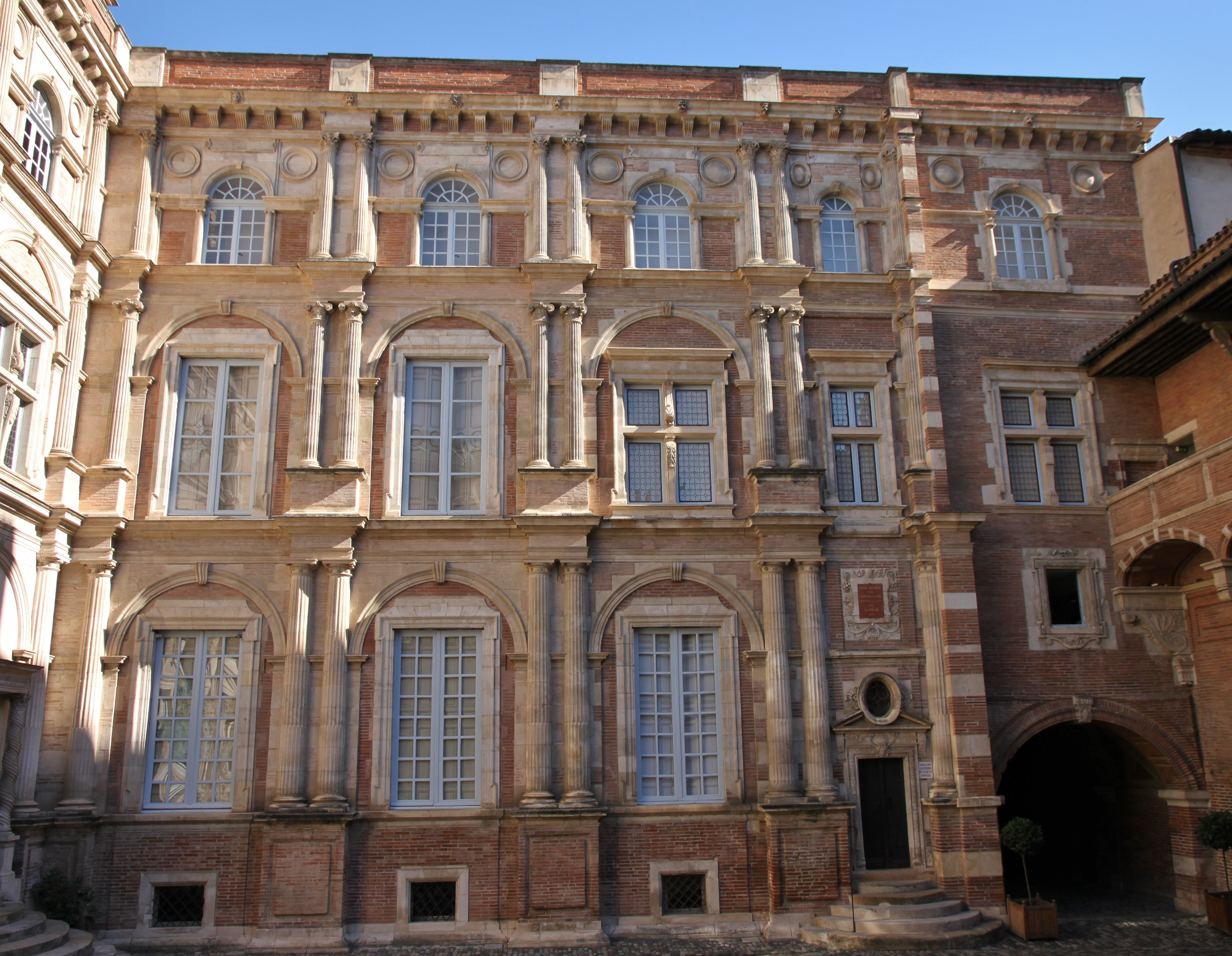
Superposizione dei tre ordini classici.
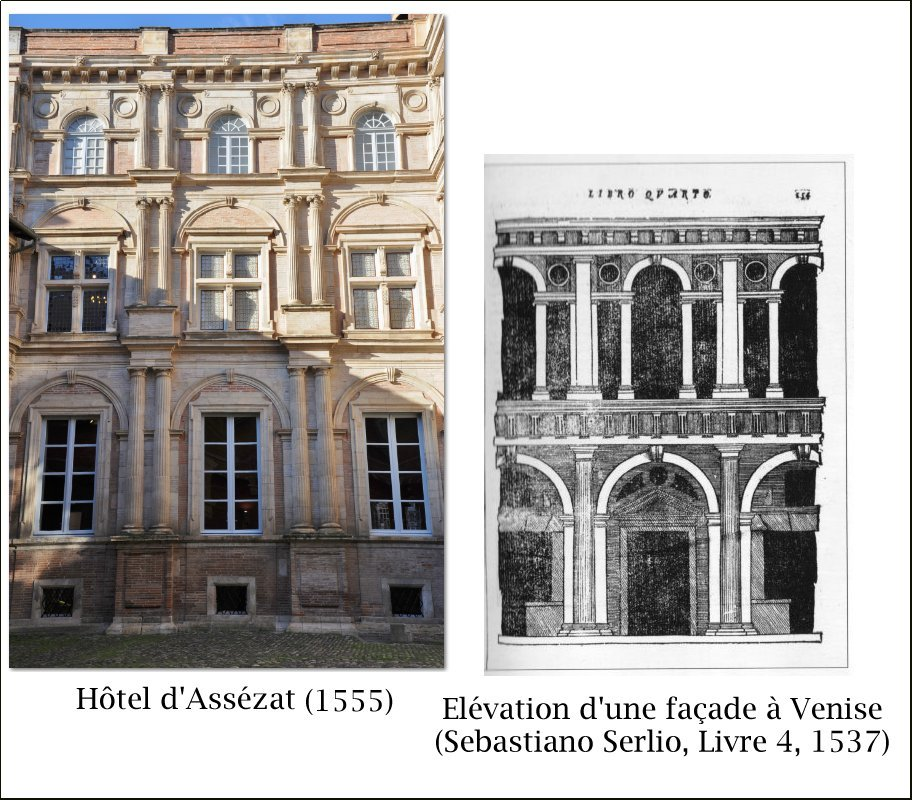
Influenza di un'incisione di Serlio.
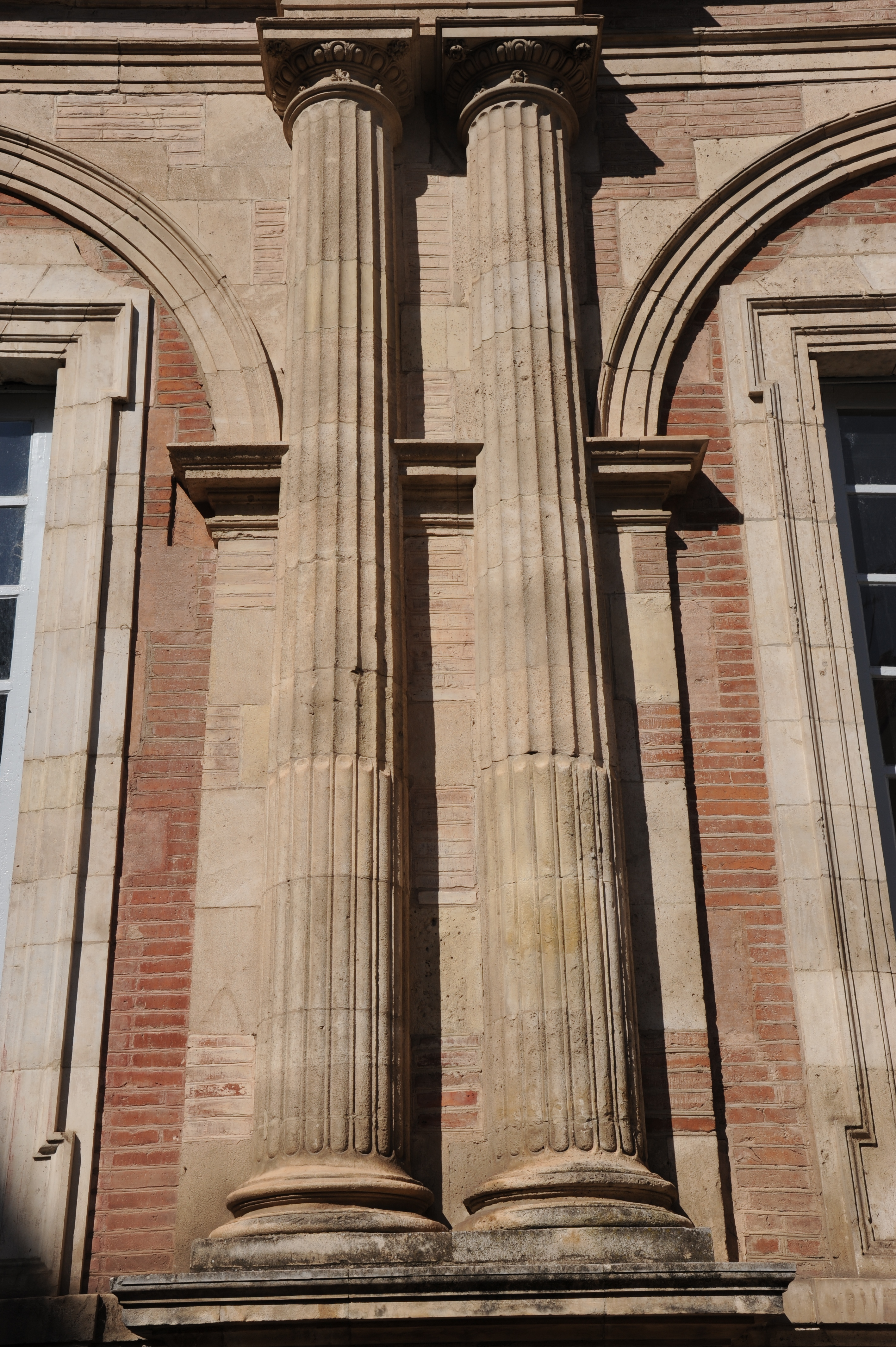
Colonne scanalate e filettate.
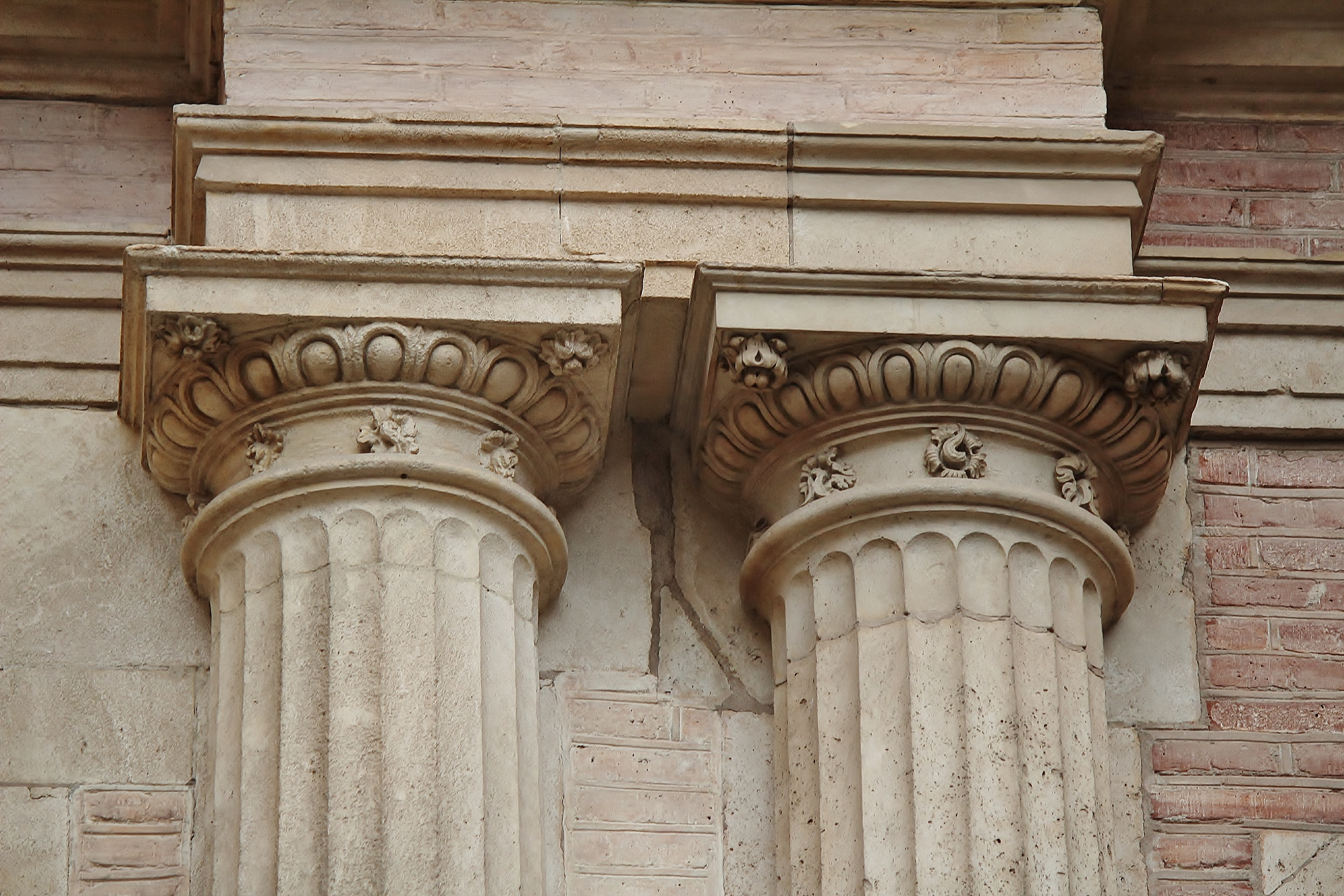
Capitelli dorici.
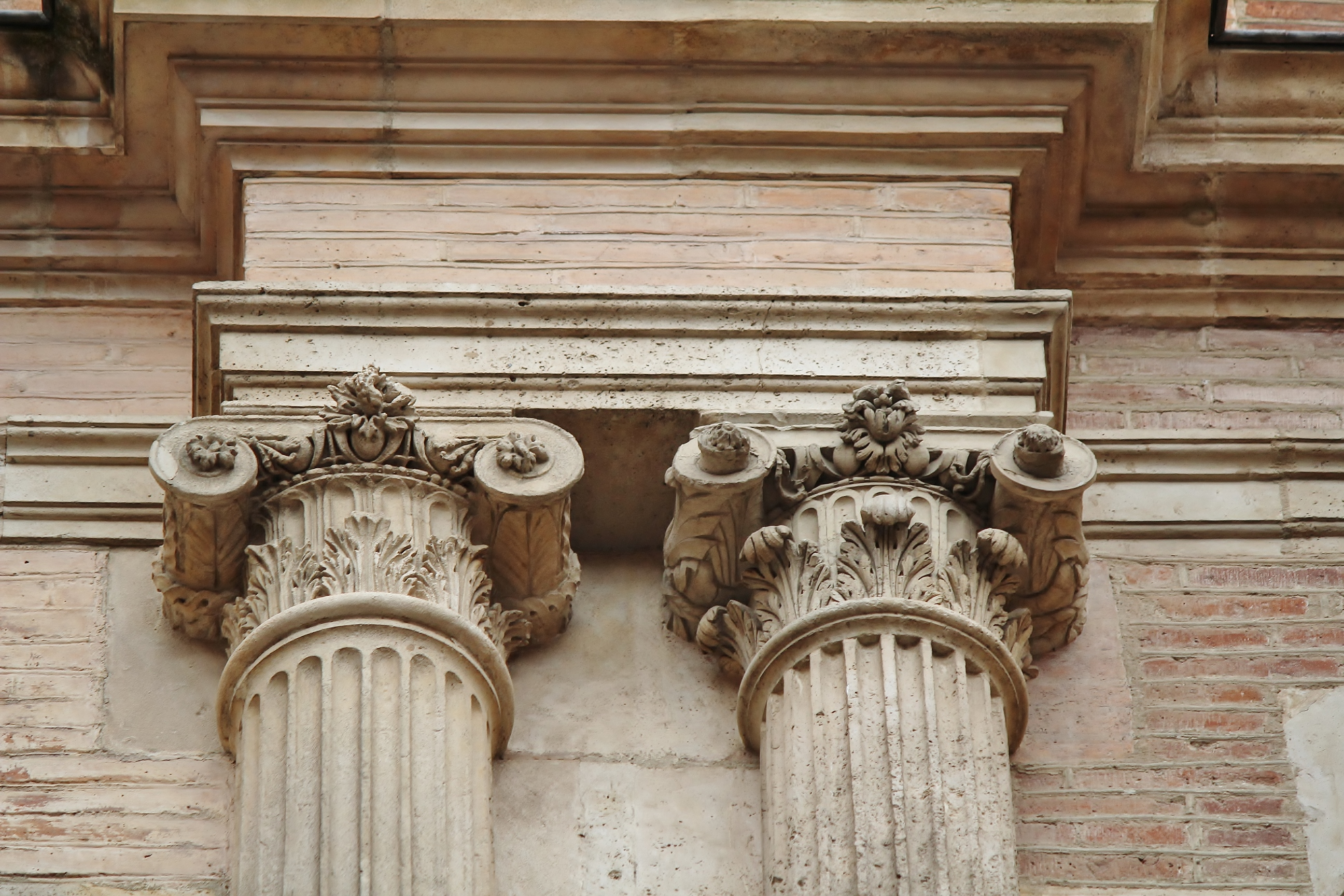
Capitelli ionici.
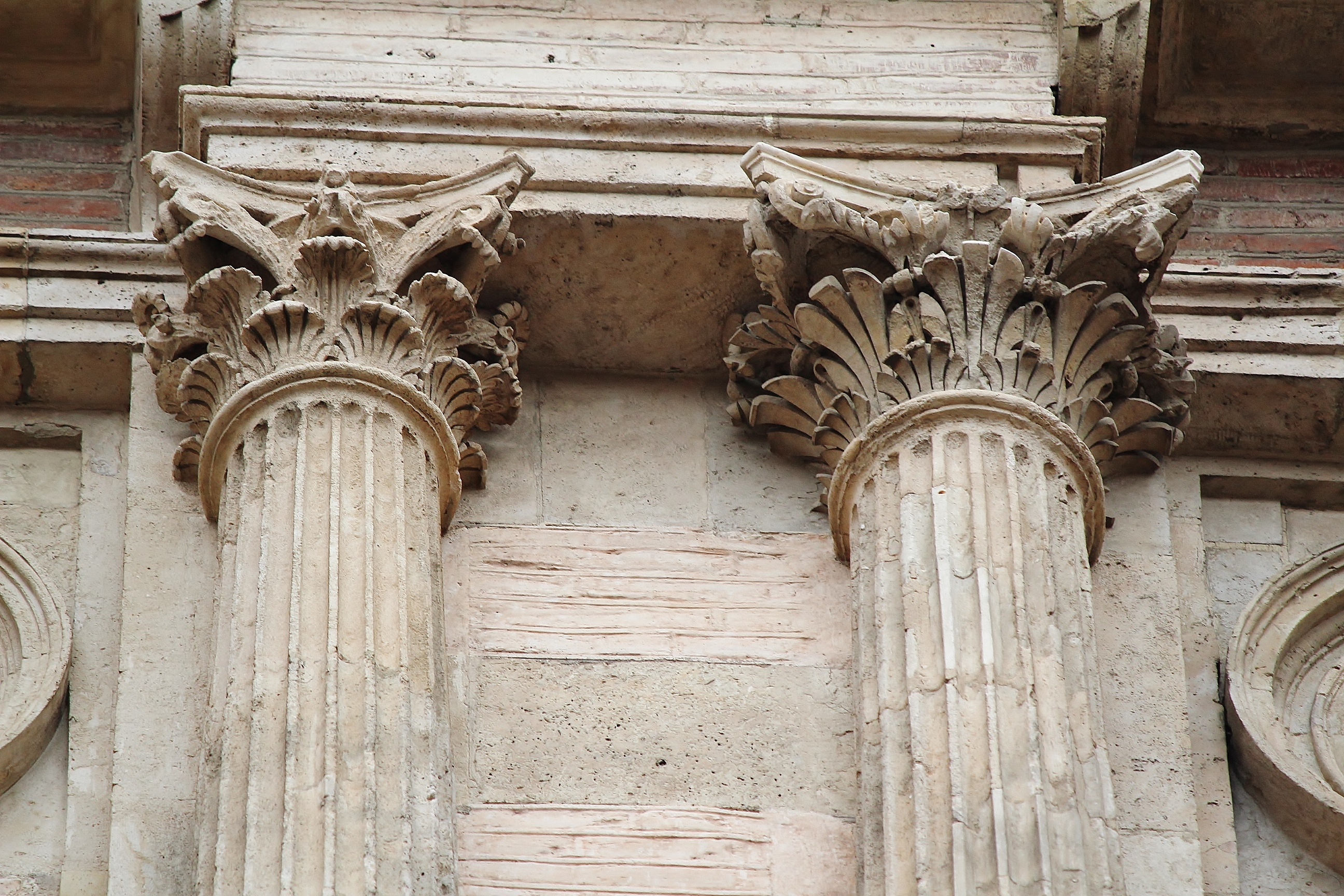
Capitelli corinzi.
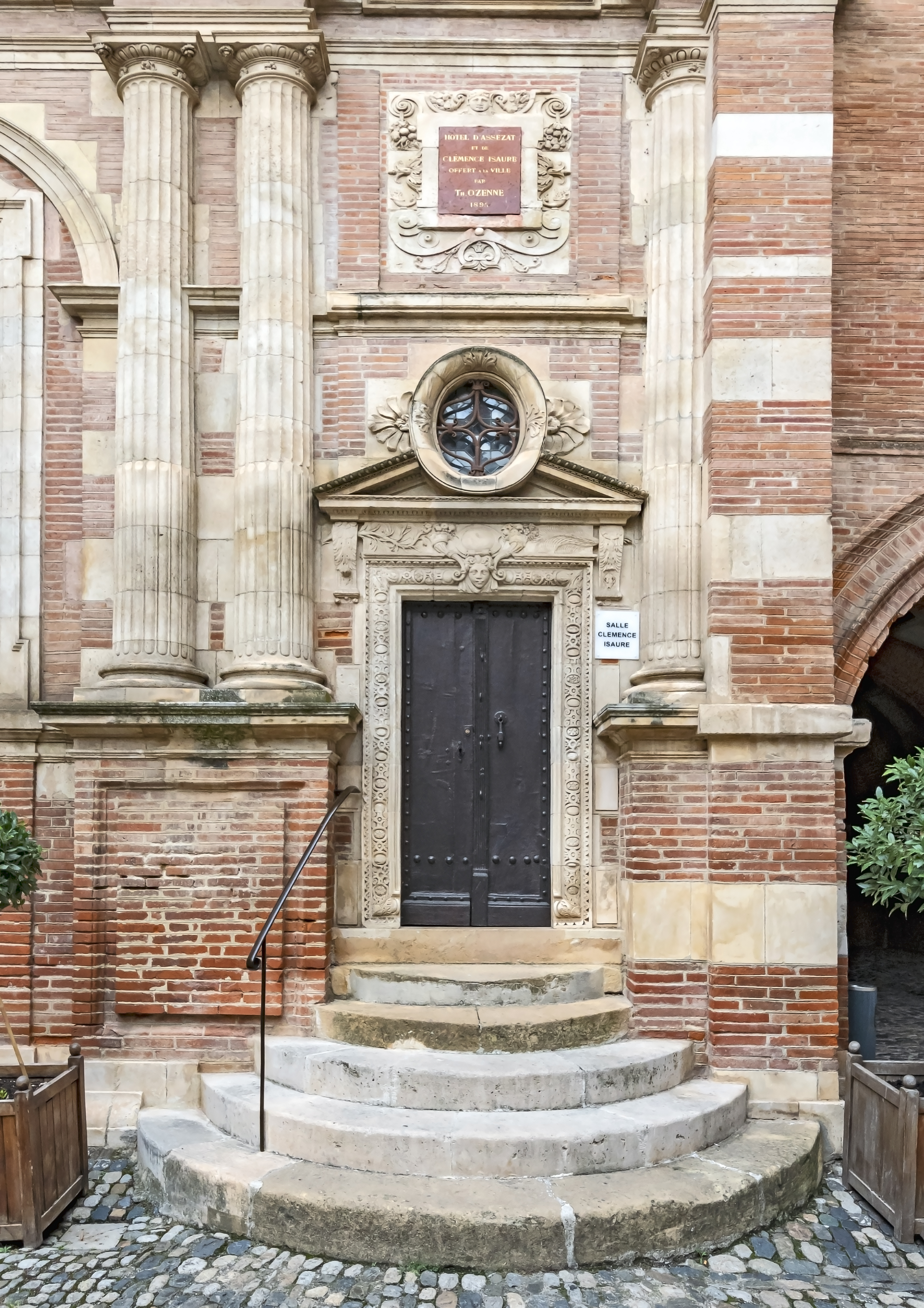
Ingresso dell'Union des Académies et Sociétés Savantes (ex accesso all'ufficio del mercante).
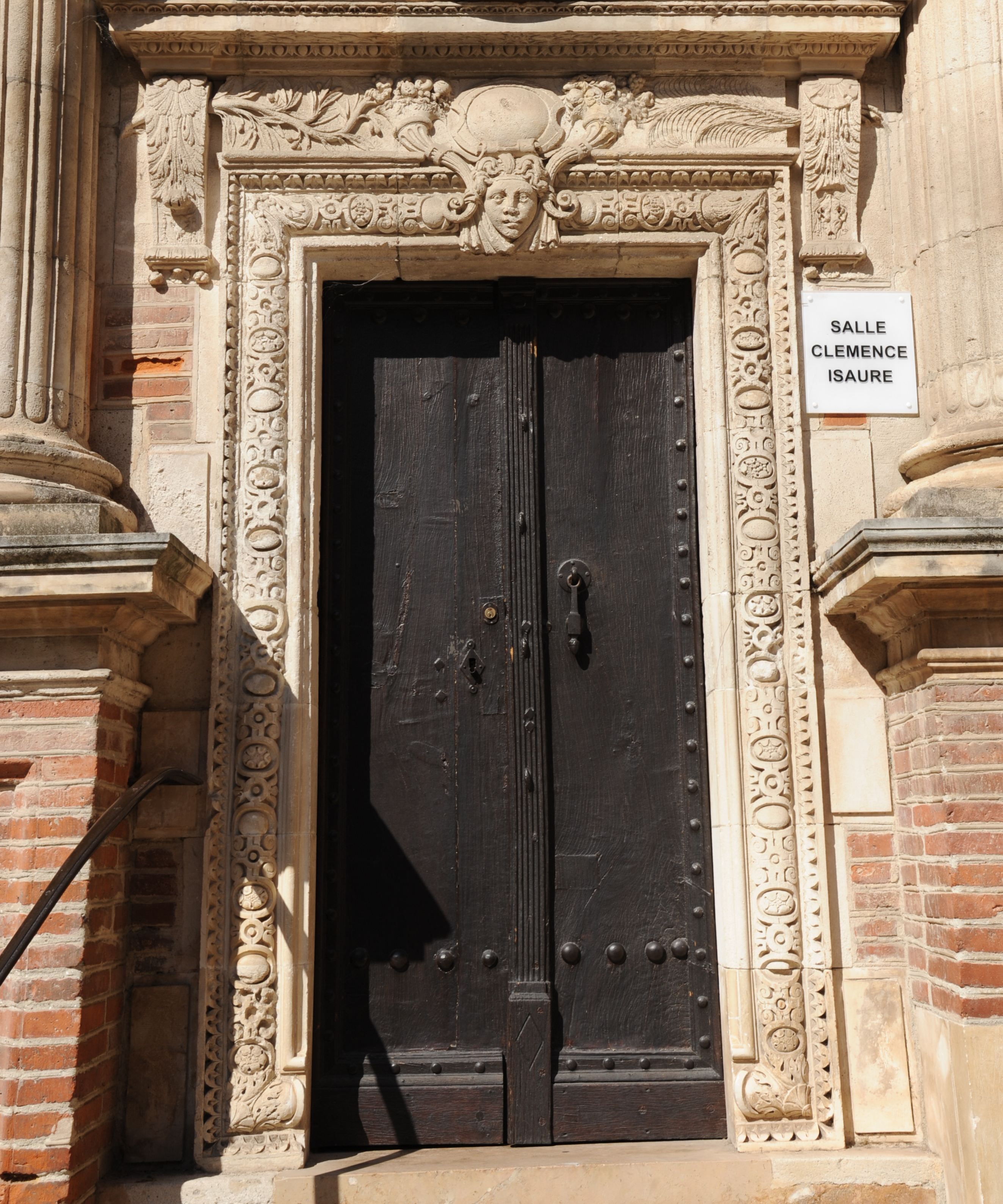
Ingresso delle Accademie.
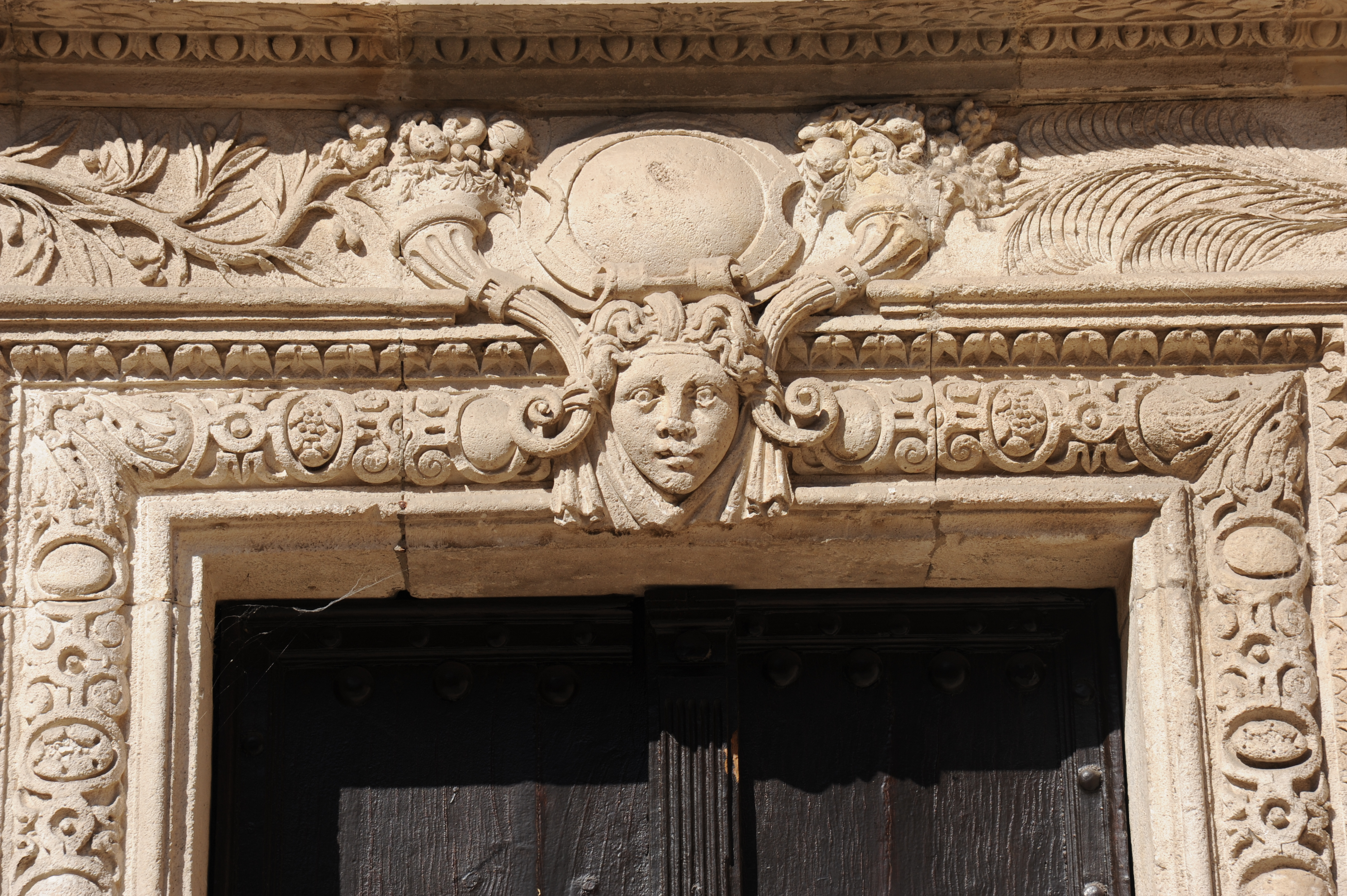
Particolare dell'ingresso delle Accademie.
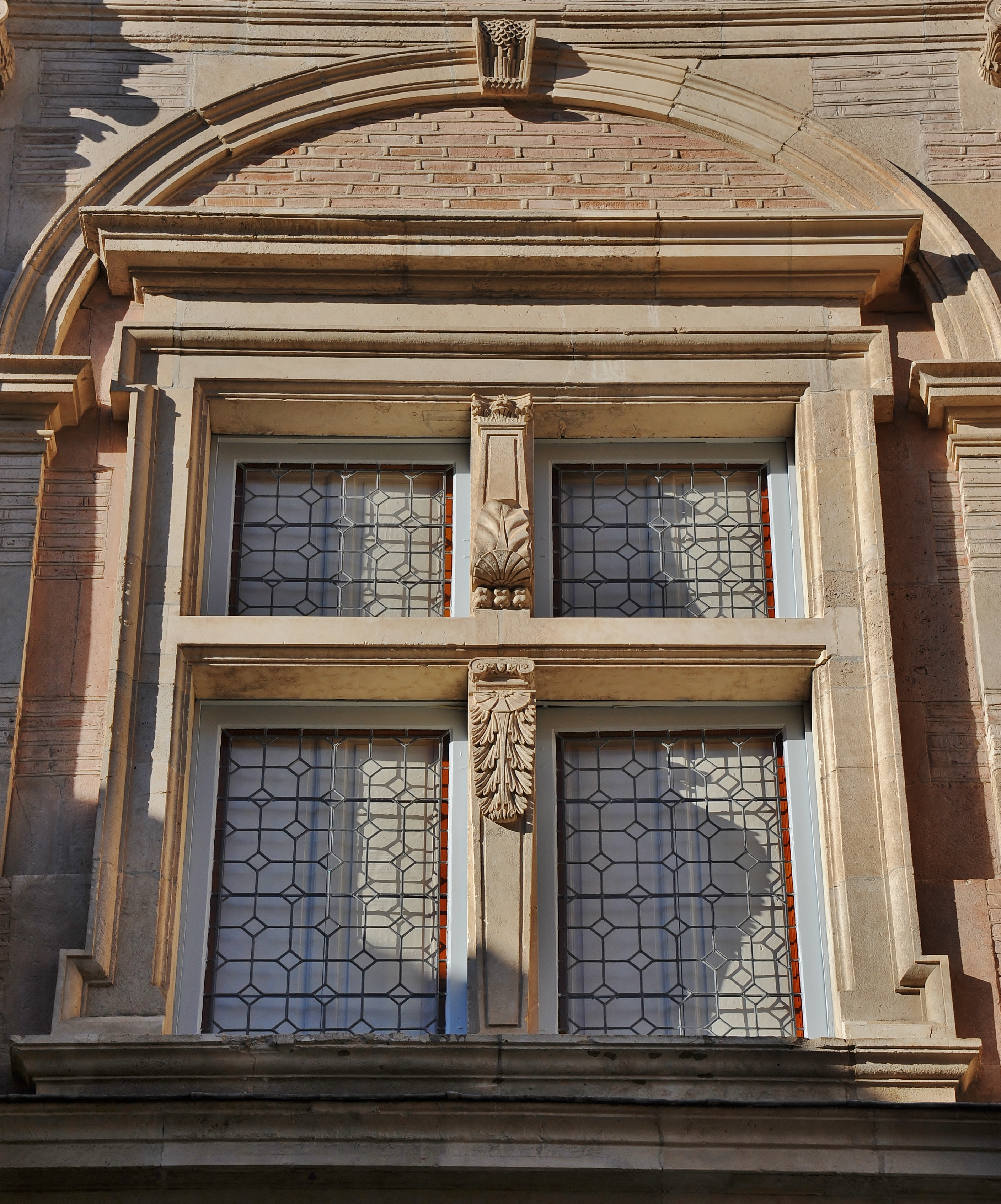
Finestra.
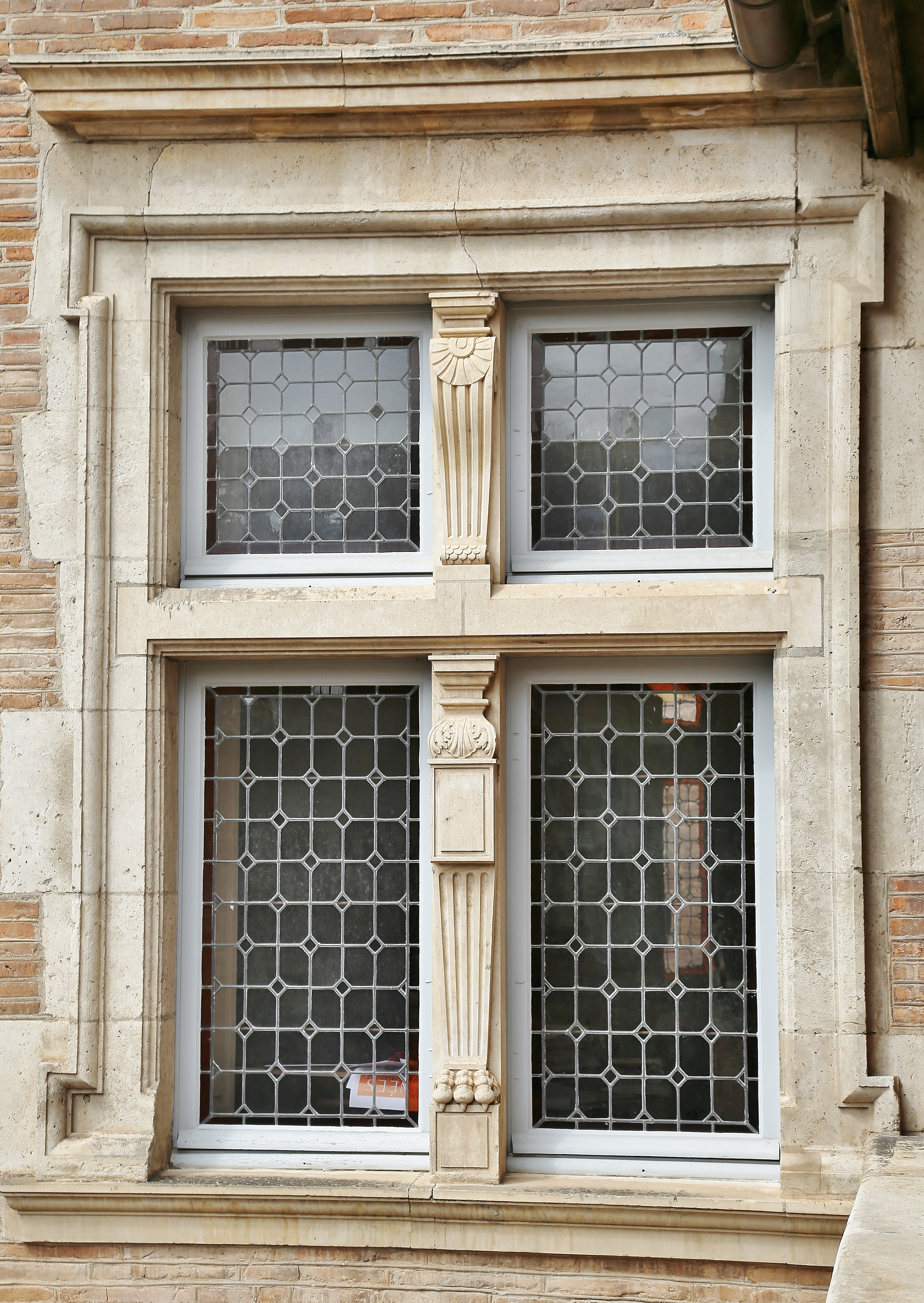
Finestra.
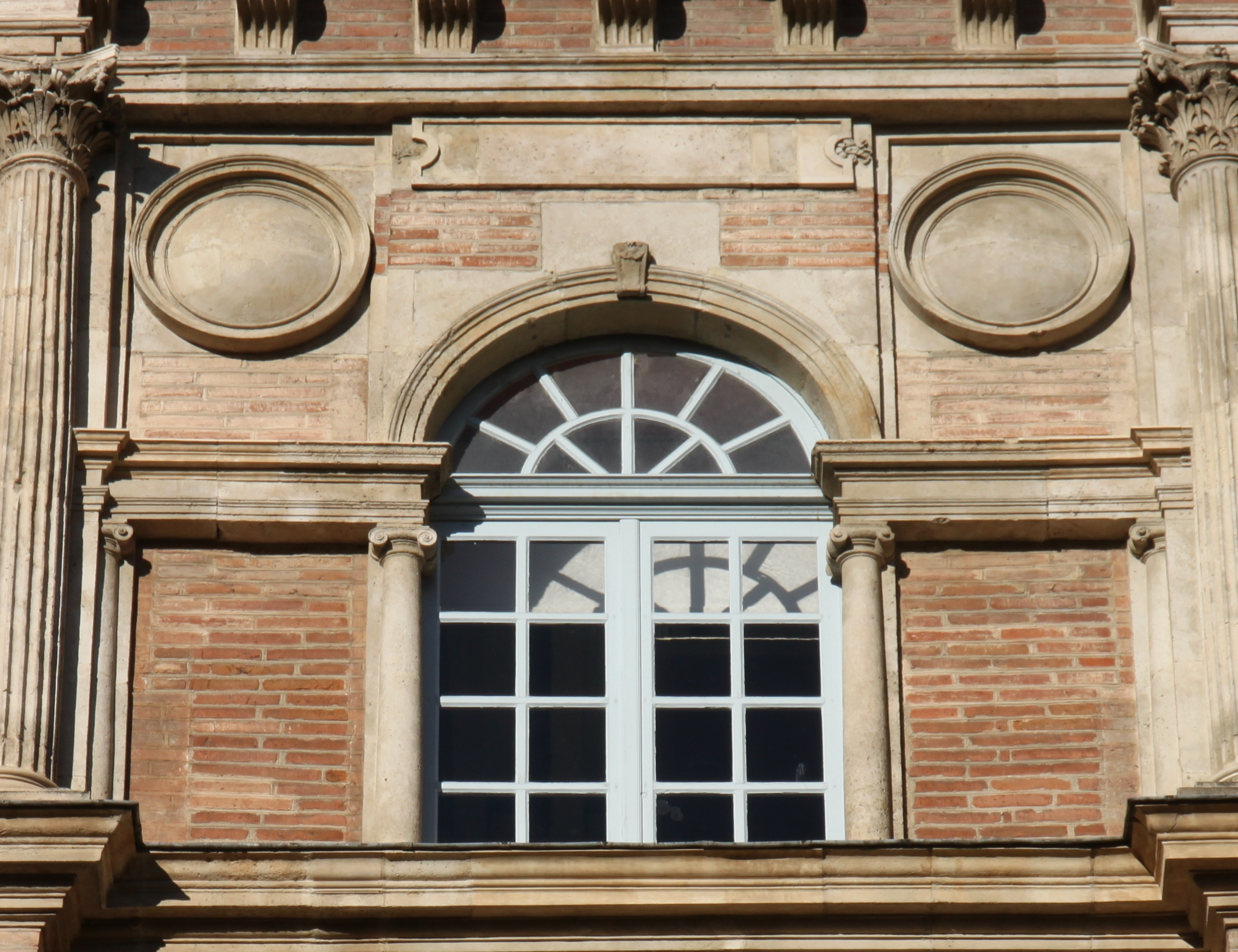
Finestra Serlienne.
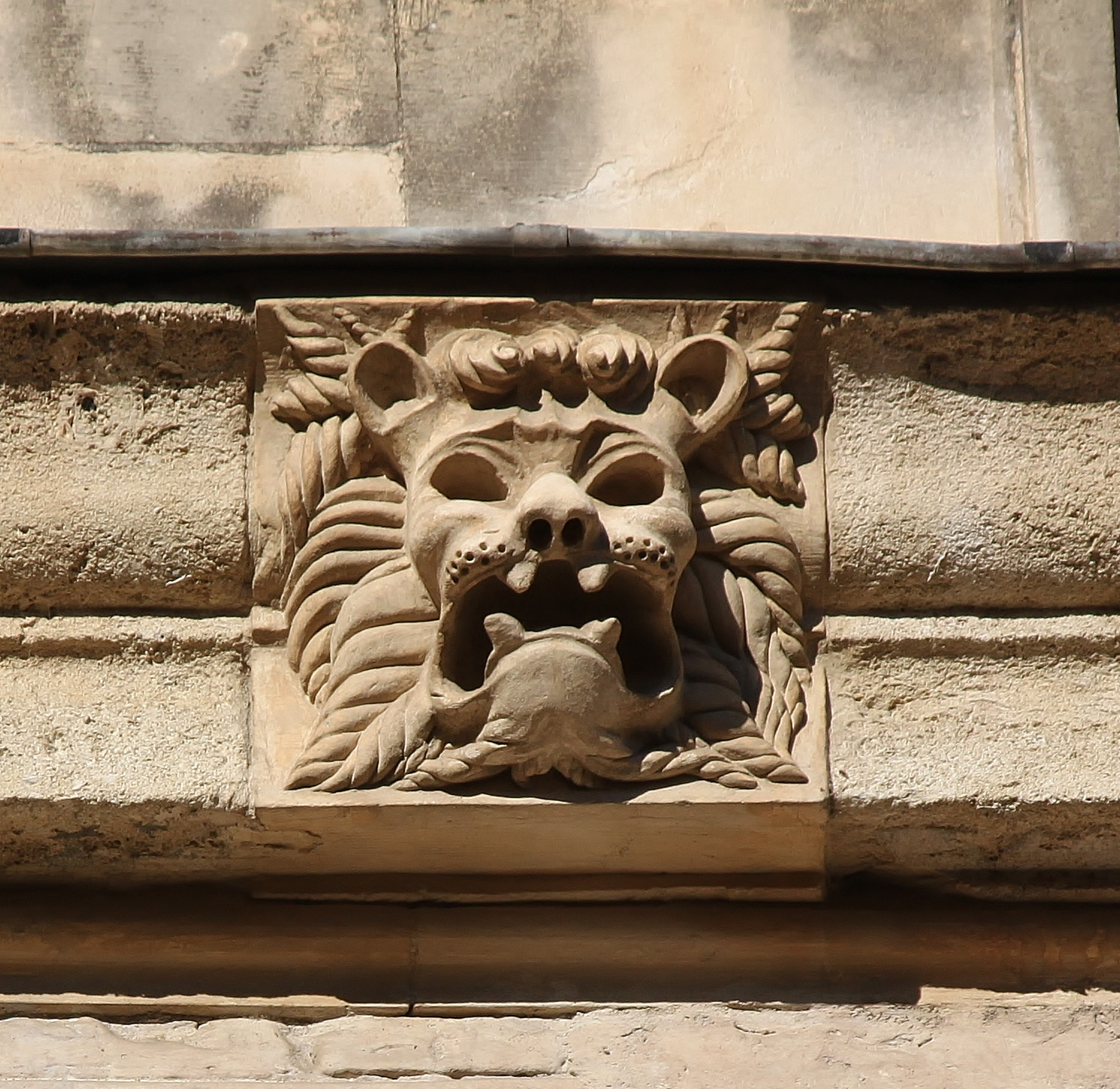
Naso di leone che funge da gargoyle.

### La loggia e il passaggio sospeso
Qualche anno dopo la morte di Jean Castagné e Nicolas Bachelier, la gestione del cantiere fu assunta dal figlio di quest'ultimo, Dominique. Intorno al 1560 intraprese la costruzione della loggia e del passaggio sospeso, che chiudeva la corte. Dominique Bachelier allestì una decorazione che giocava sulla policromia del mattone e della pietra e si richiamava all'estetica manierista: cabochon, maschere, punte di diamante, ecc.
La loggia, il cui piano superiore corrisponde a un ampliamento del XVII secolo (ad eccezione delle finestre cinquecentesche che in precedenza si stagliavano su un alto tetto in ardesia), era all'epoca indipendente dall'ala sinistra e si trova sopra una cantina semi-interrata. Una scala con rampe di gradini convergenti consente l'accesso. Una sorta di tribuna festosa da cui osservare la vivacità del cortile, era una fonte di piacere per la vita all'aperto nei mesi estivi.
Il passaggio sospeso, che permette al mercante di raggiungere il suo ufficio sopra il portale d'ingresso, è scandito da archi decorati con punte di diamante in pietra. È sostenuta da grandi console decorate con baccelli vegetali ionici e maschere grottesche, che poggiano su una zampa di leone che a sua volta poggia su una lesena decorata con una rosa. Una copia semplificata di questo passaggio si trova nel Castello di Laréole e i resti di archi identici sono visibili anche nell'Hôtel de Massas (o Hôtel d'Aldéguier) a Tolosa.

Fotografie della loggia e del passaggio sospeso
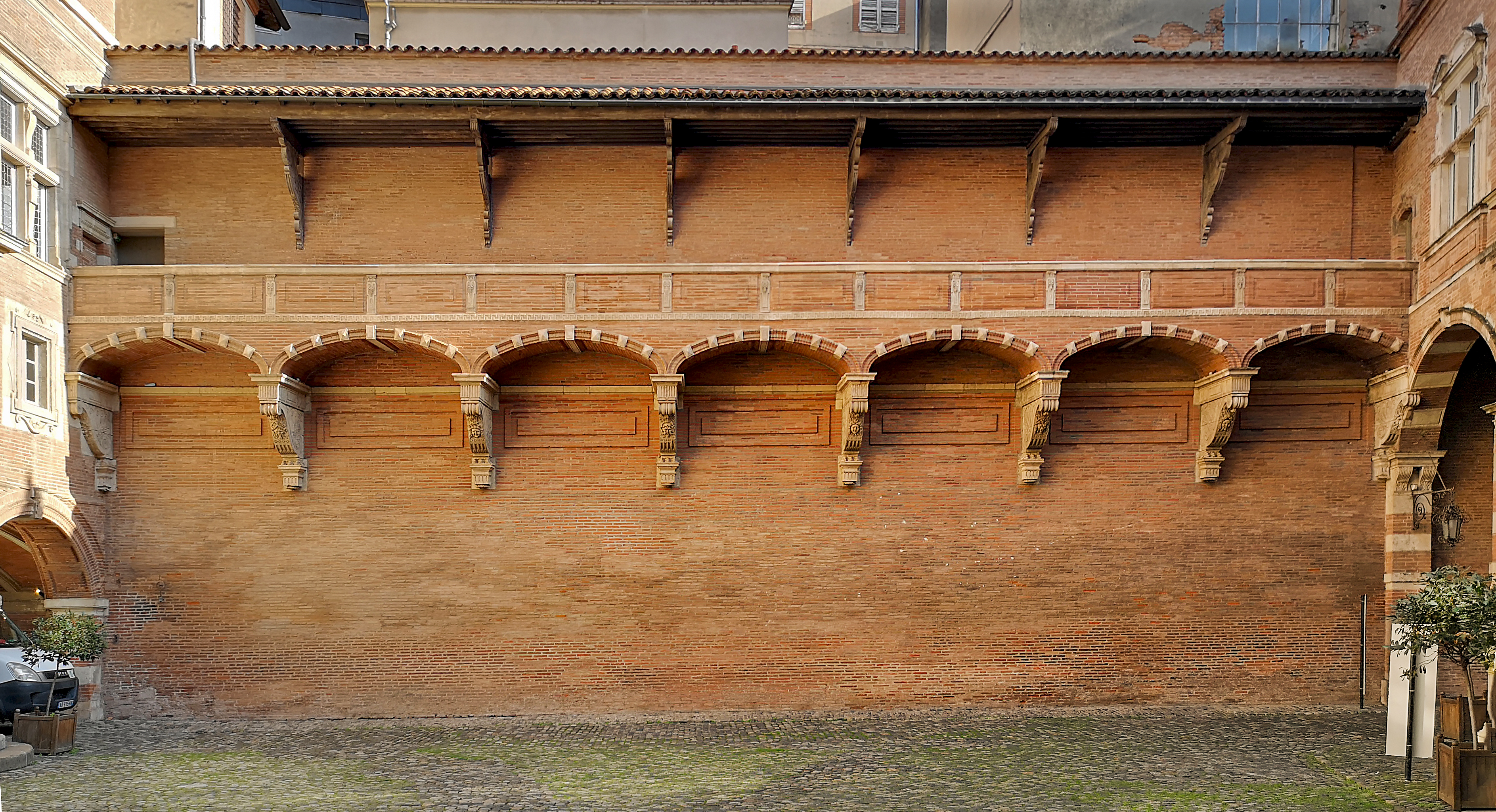
Il passaggio sulla parete est.
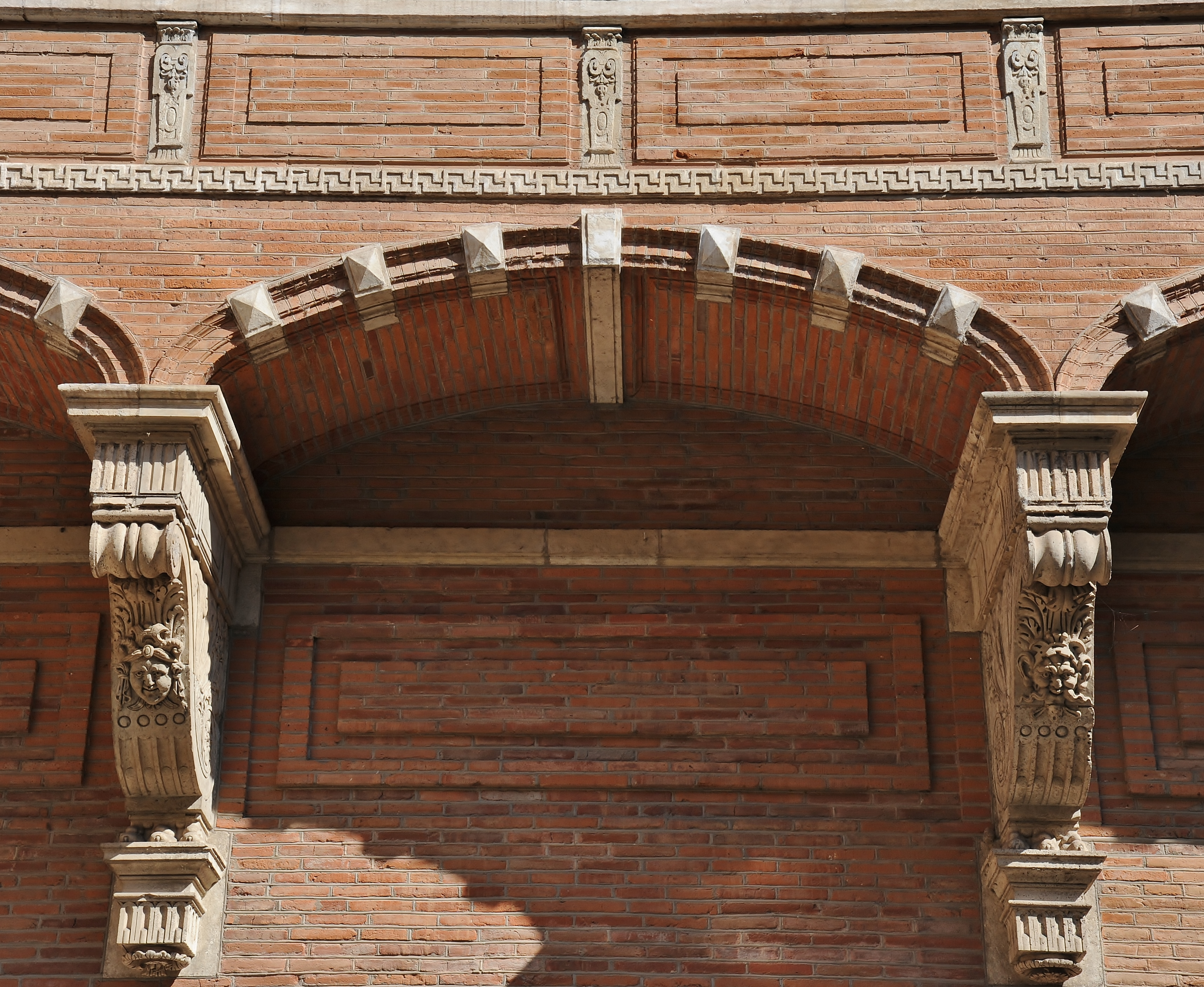
Arco a sostegno del passaggio.
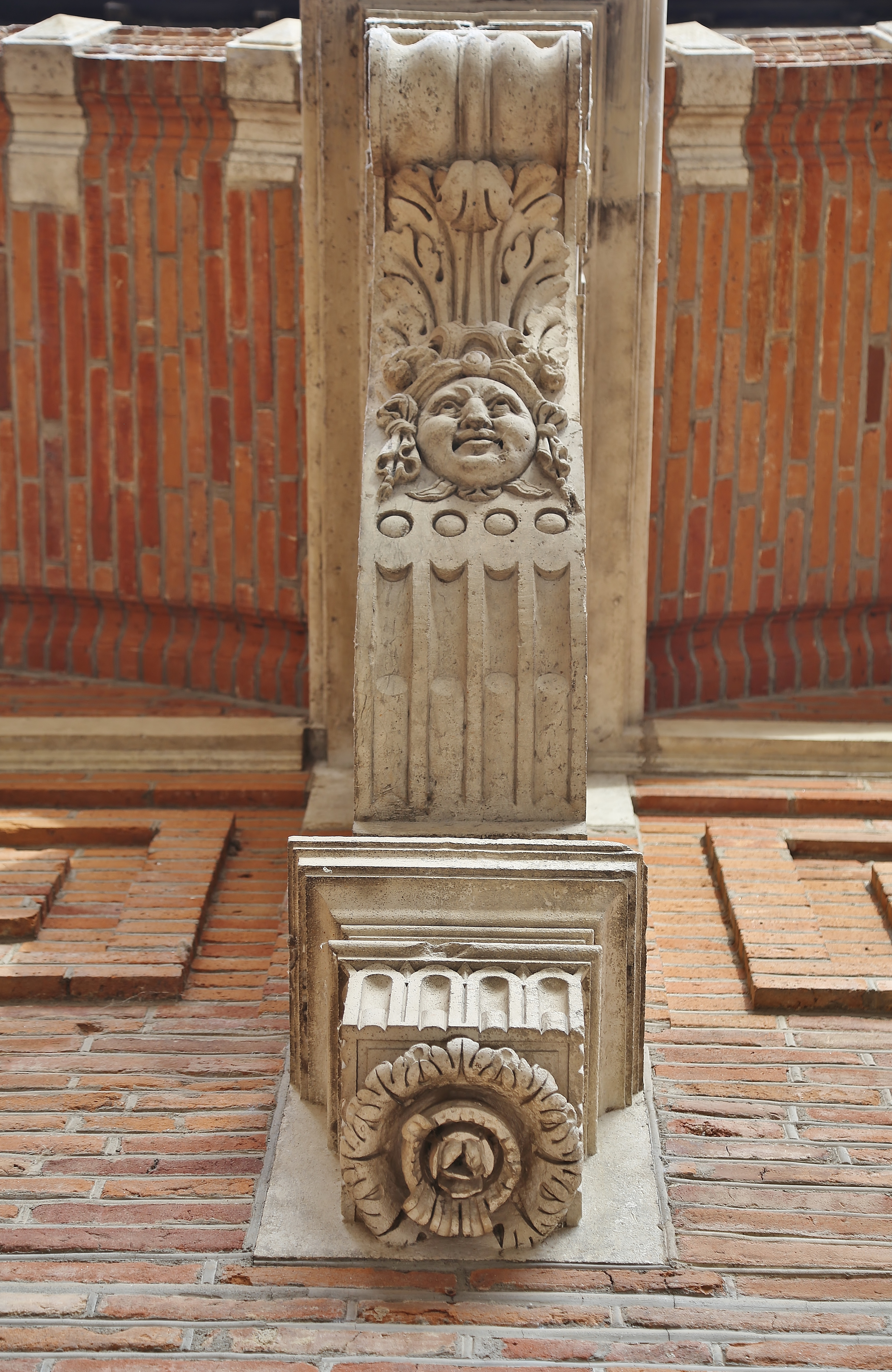
Console del passaggio sospeso.
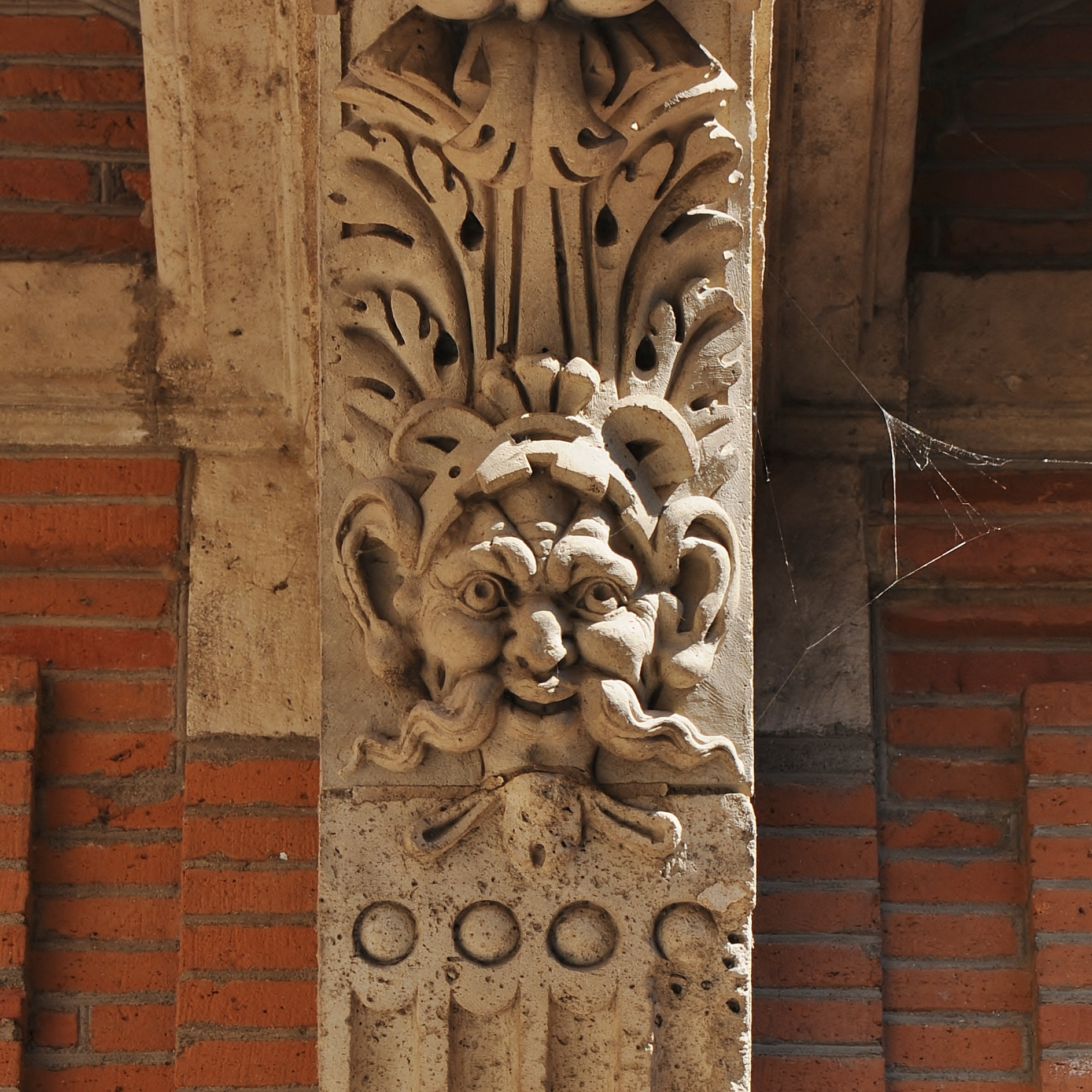
Maschera alla antica.
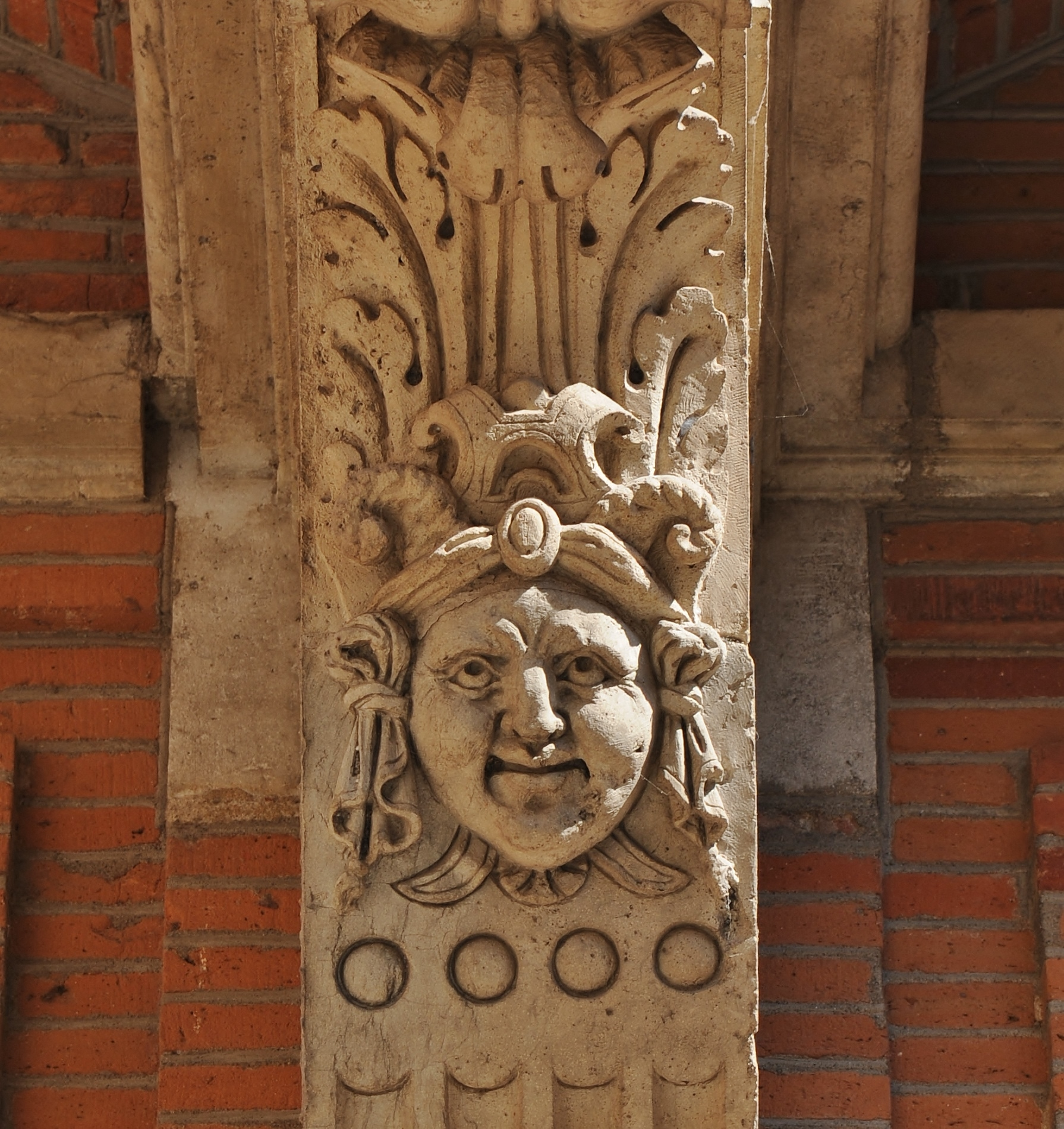
Maschera alla antica.
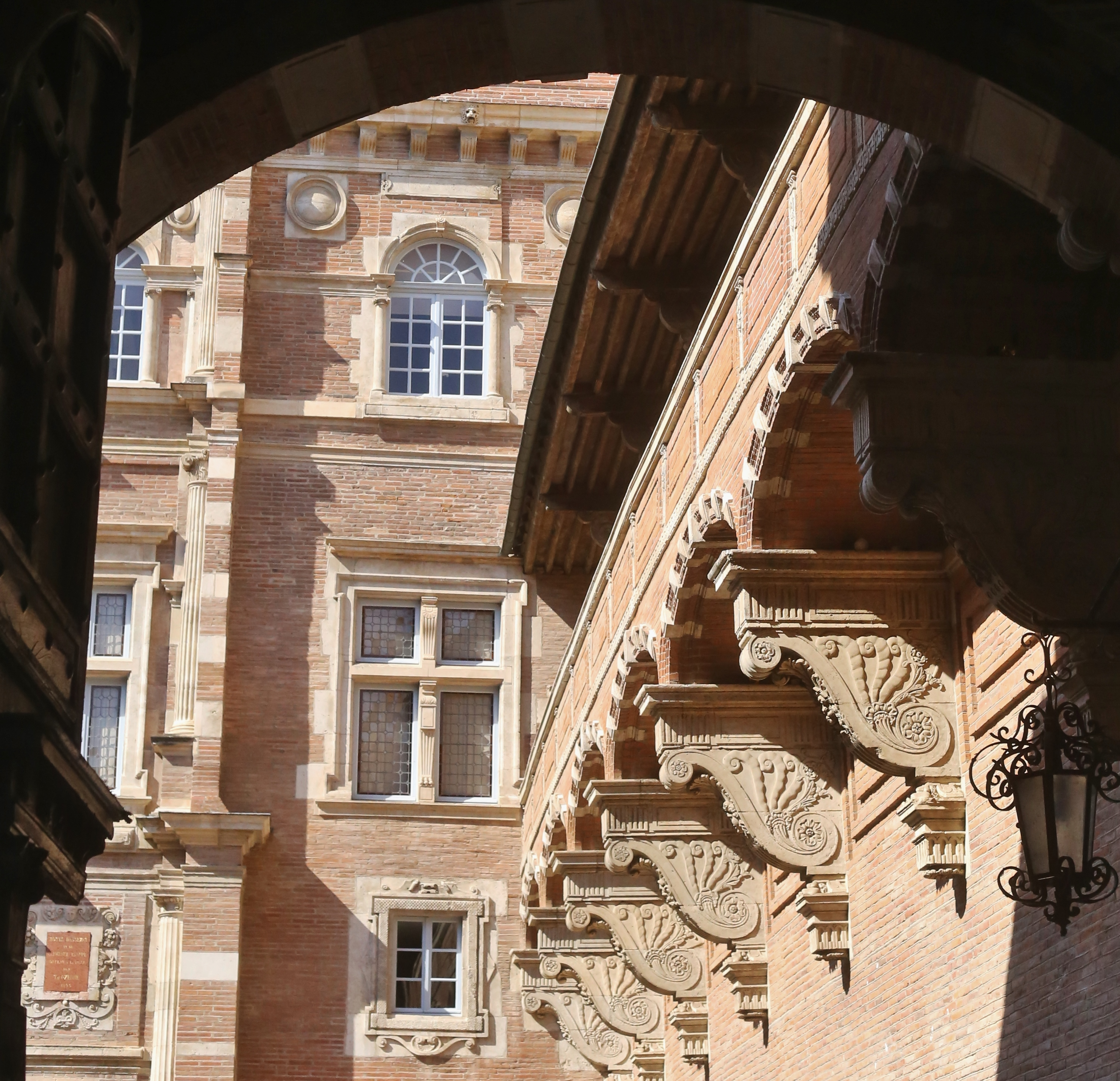
Console e baccelli ioniche.
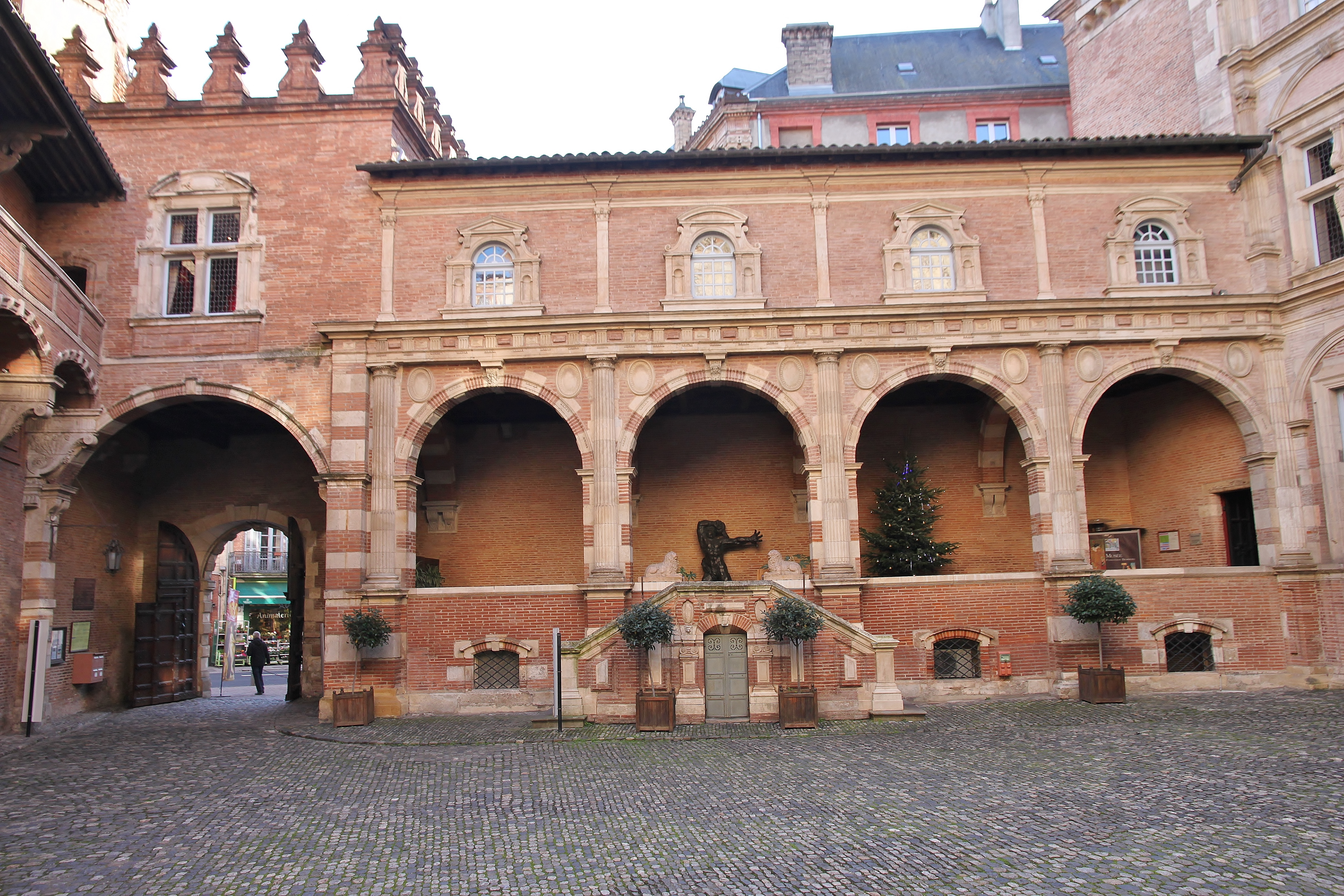
La loggia.
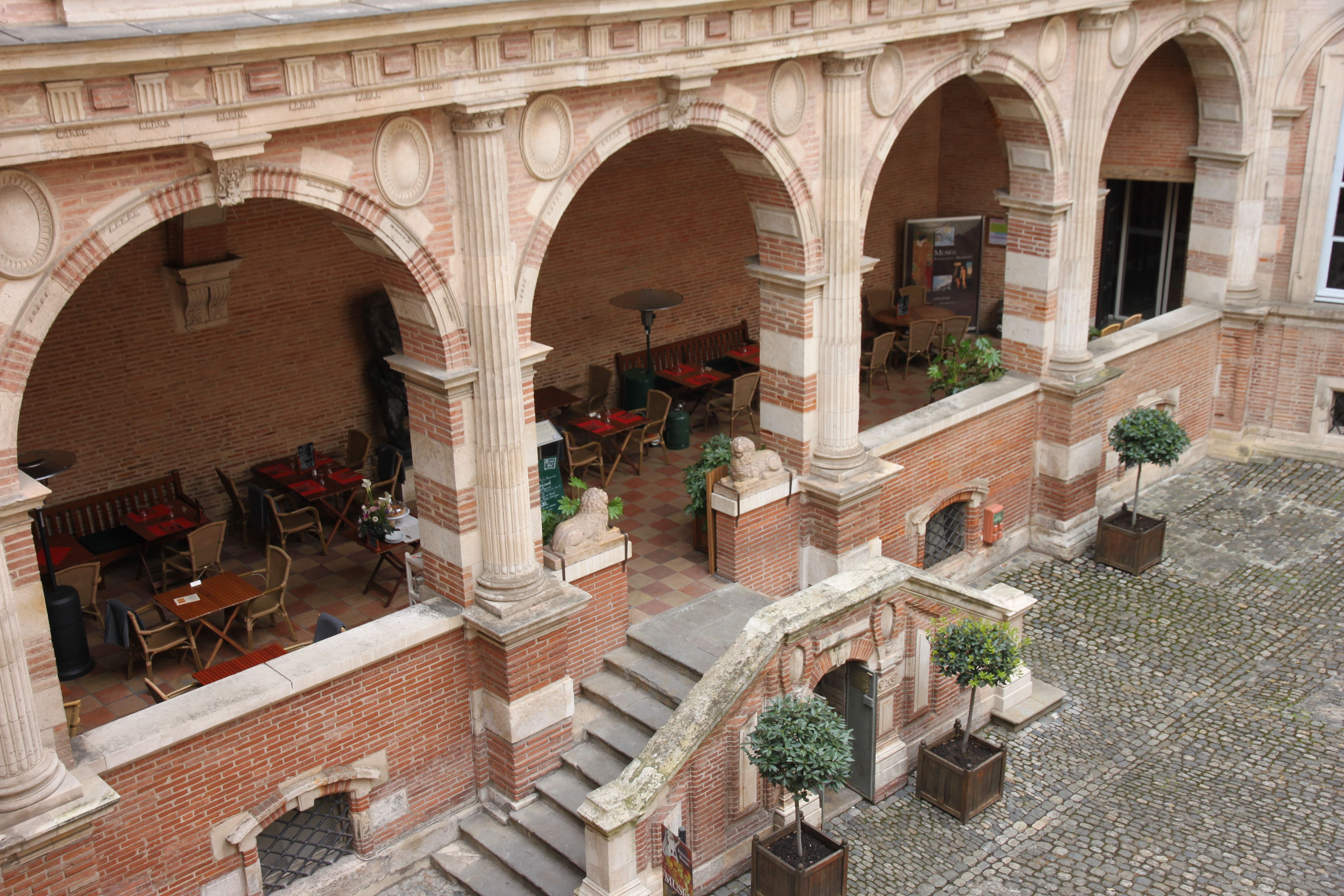
La loggia.
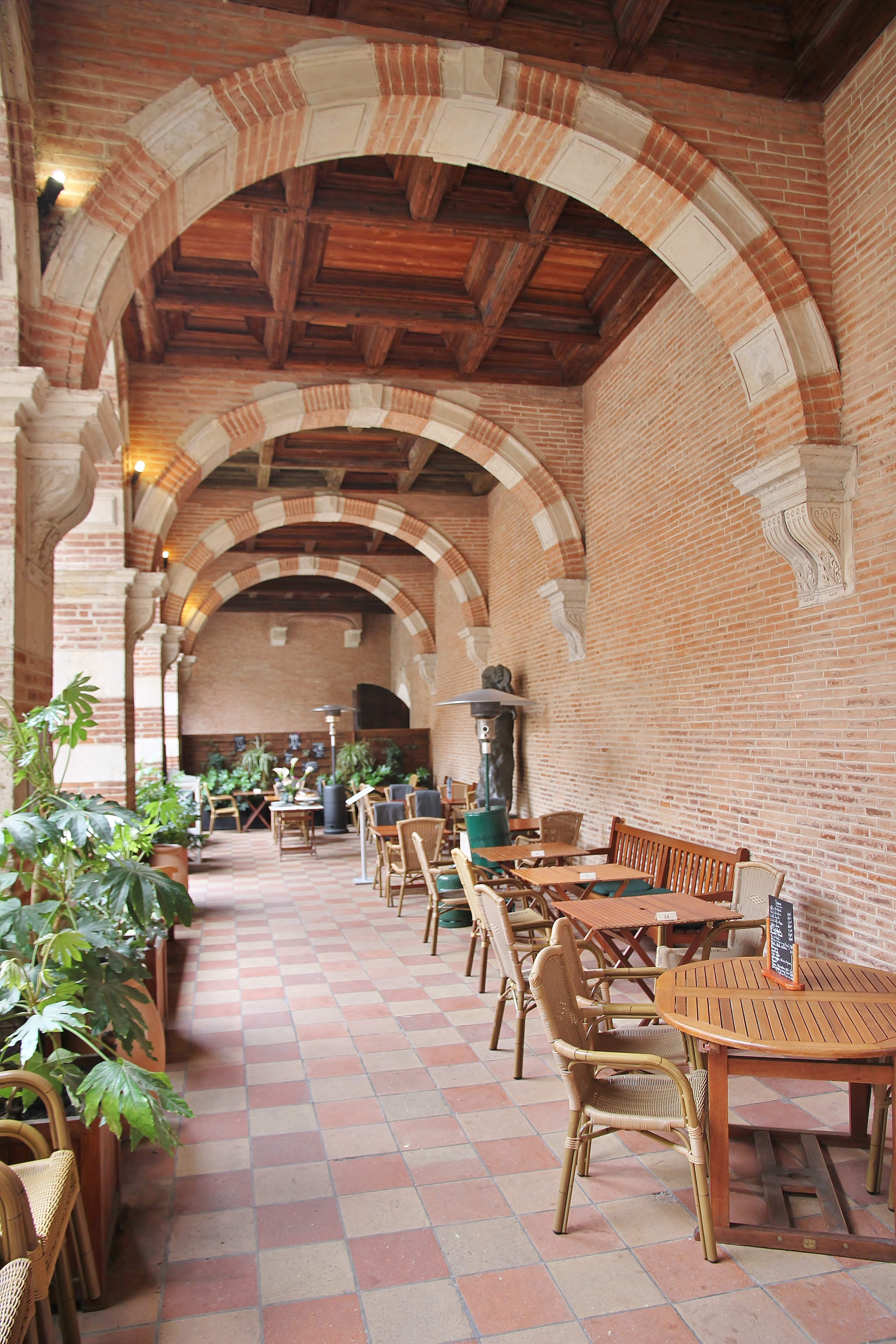
La loggia.
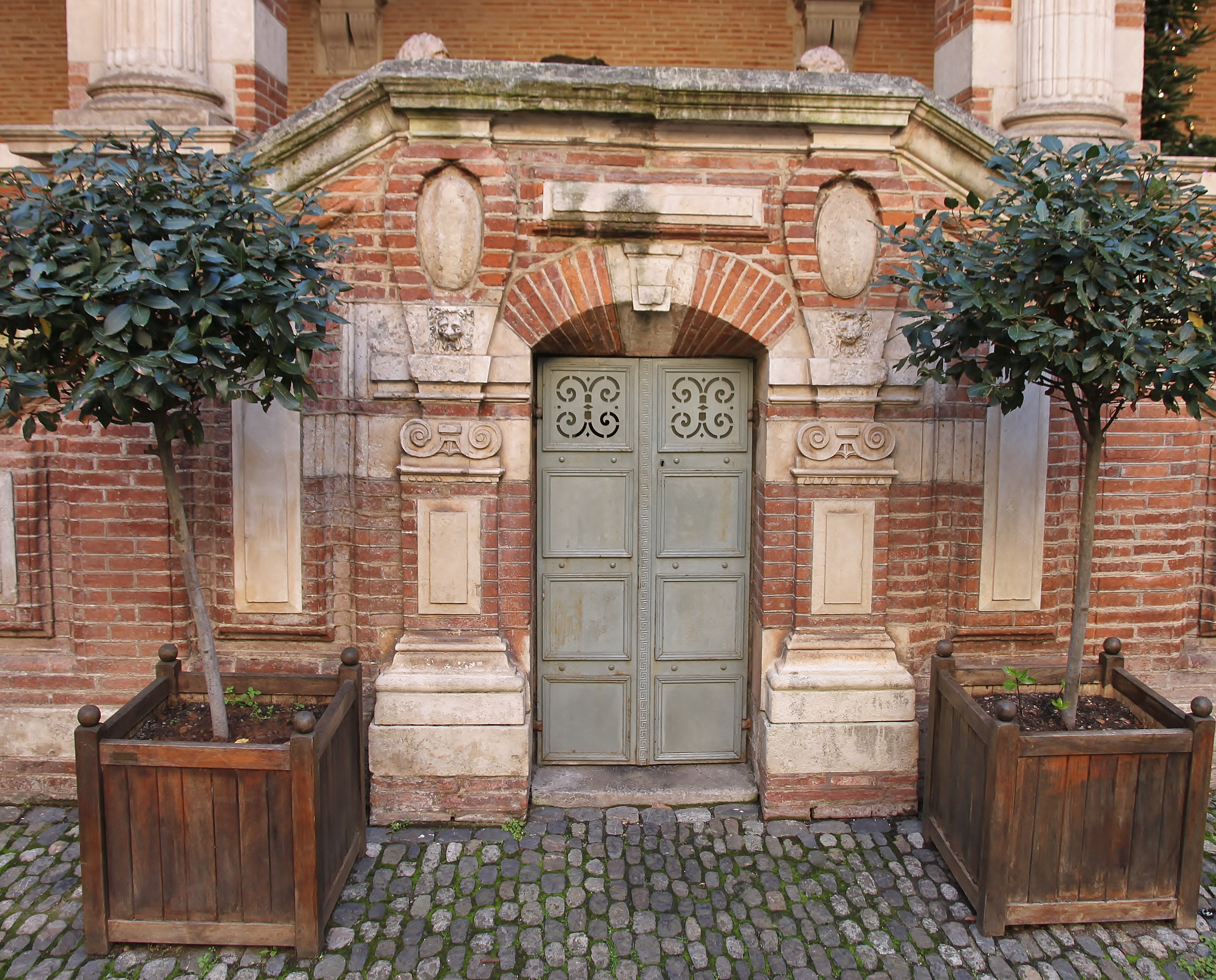
Piccola porta che conduce alle cantine sotto la scala della loggia.
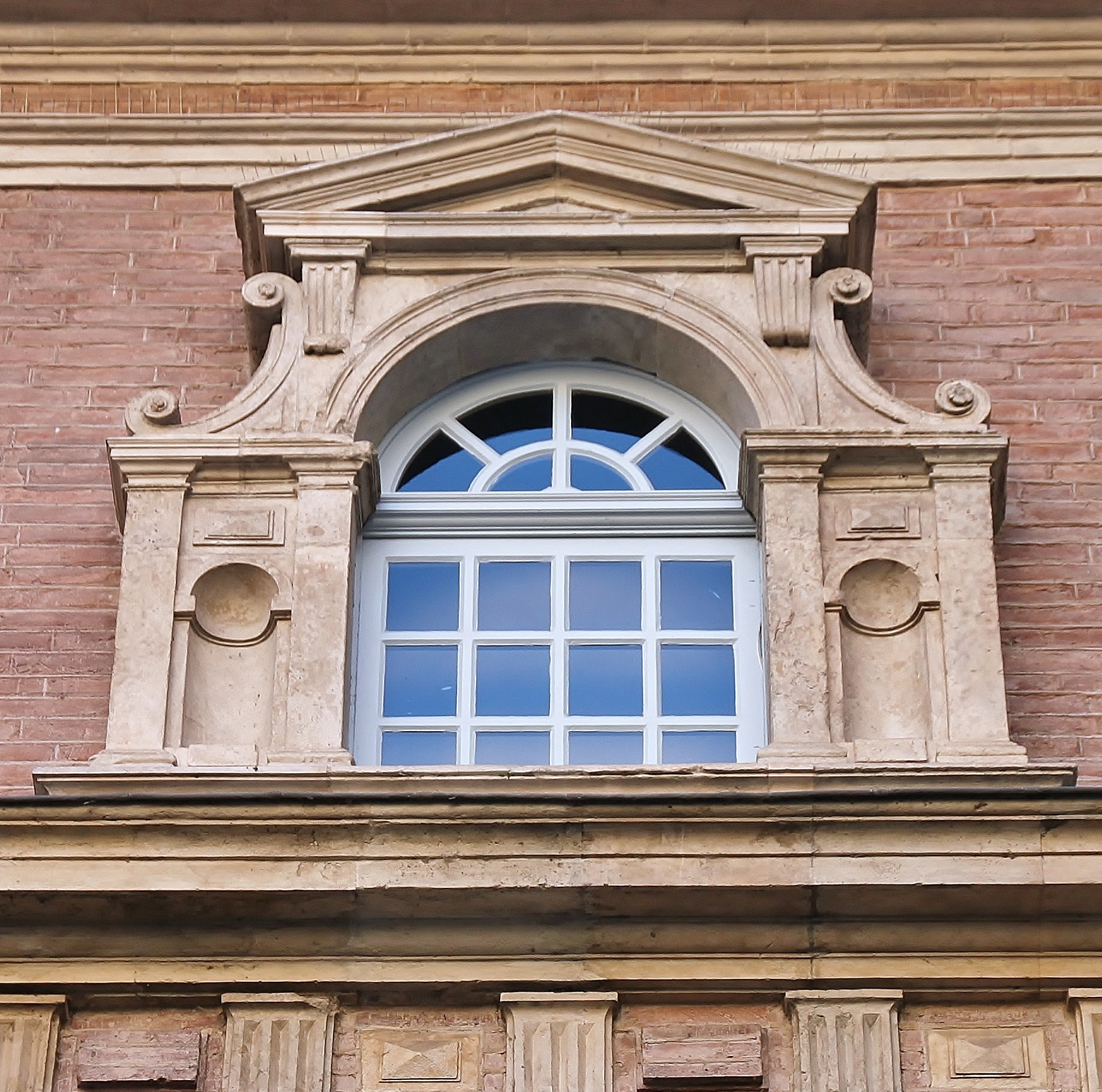
Finestra sopra la loggia.

### Il padiglione d'ingresso
Miscela di potenza e delicata erudizione, il monumentale portale d'ingresso eretto da Dominique Bachelier si ispira nelle sue linee generali alla delicata porta 5 del Libro straordinario di Sebastiano Serlio. L'arco della porta è affiancato da lesene doriche decorate con punte di diamante alternate a pietre vermicolate, che le conferiscono una dimensione preziosa. L'accurato fregio di metope e l'ornamento della finestra superiore, circondata da lesene ioniche, sono tutti segni di sofisticata raffinatezza, che evidenziano la cultura colta del committente.

Fotografie del padiglione d'ingresso
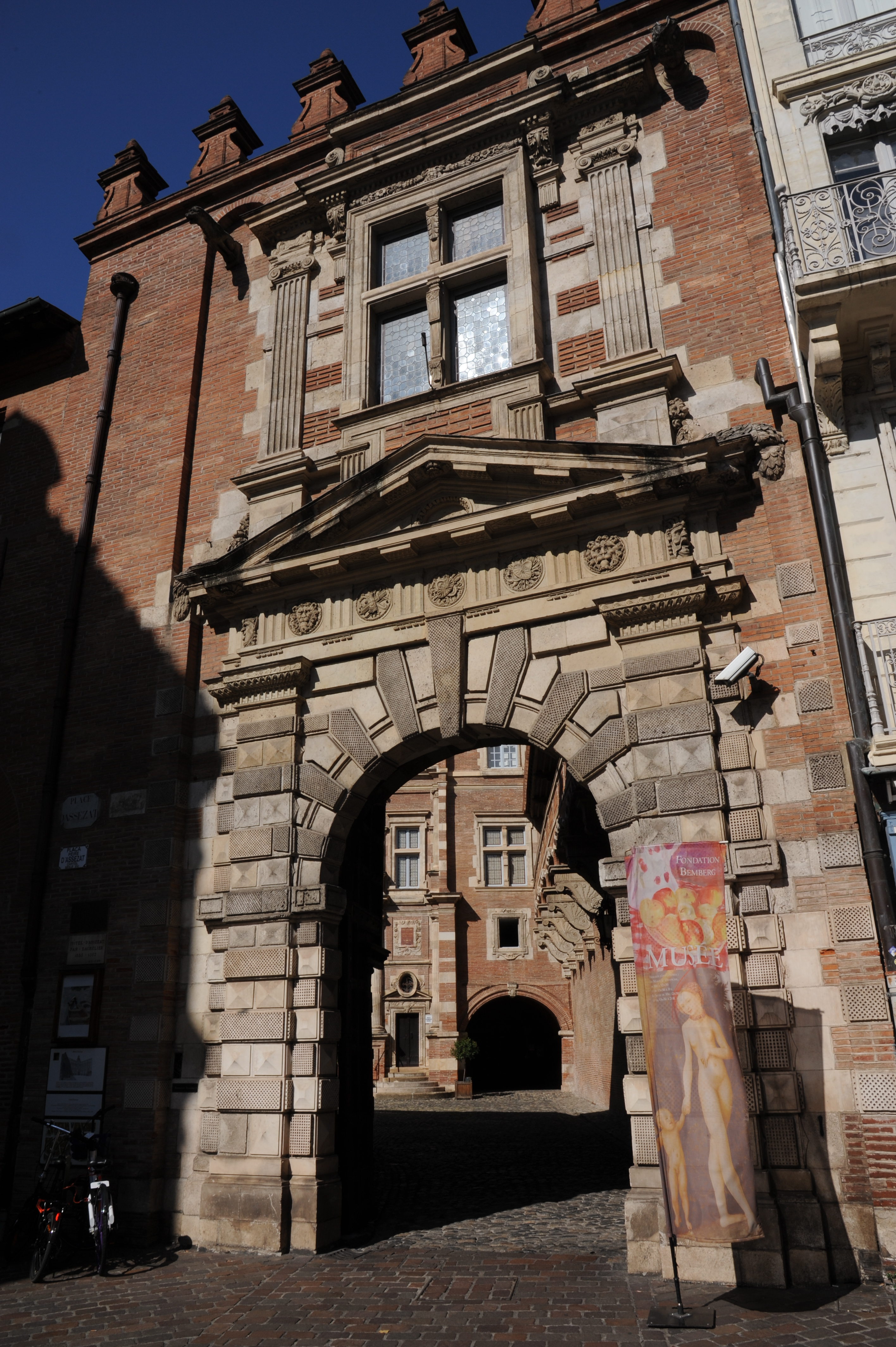
Il padiglione d'ingresso.
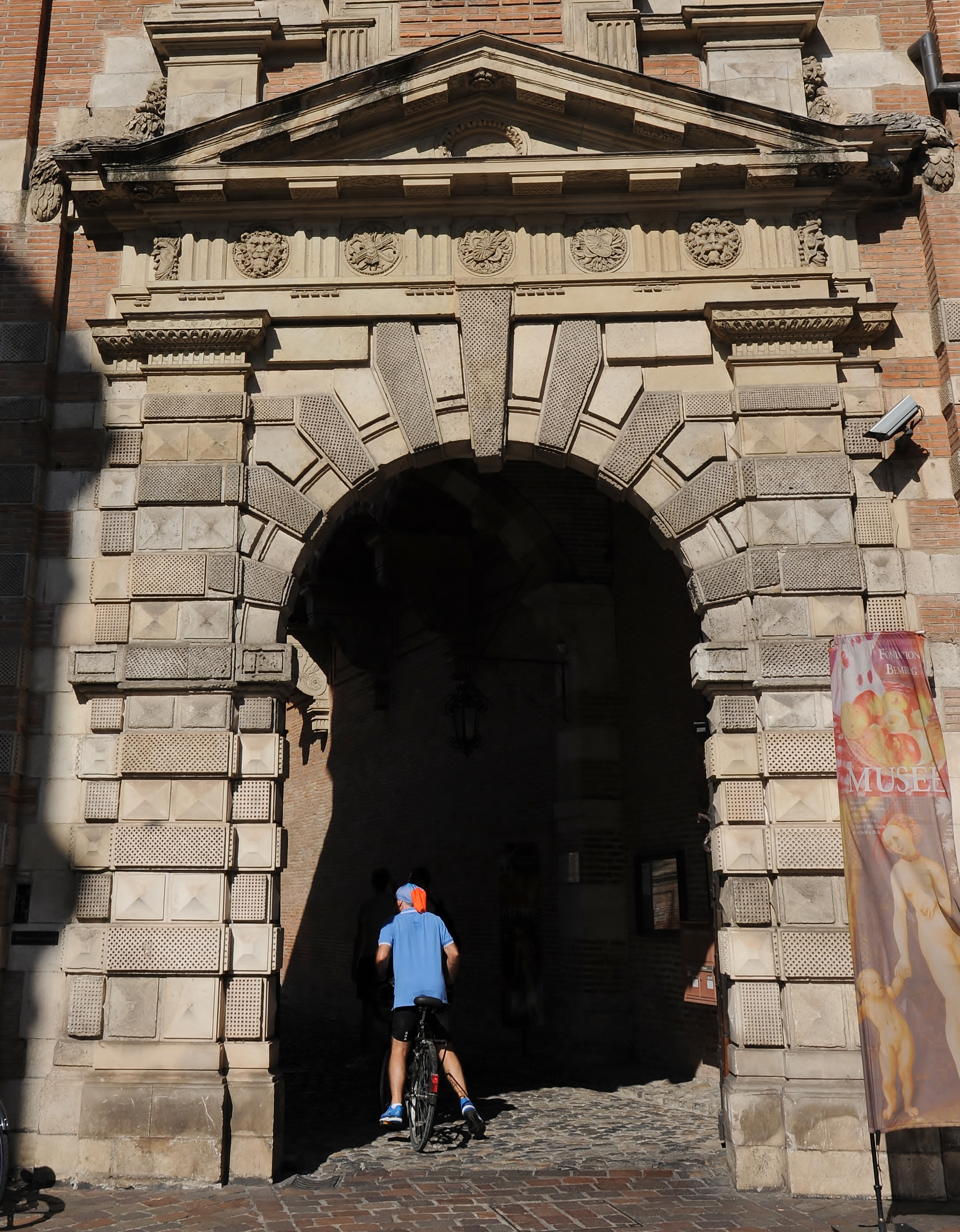
Il cancello d'ingresso.
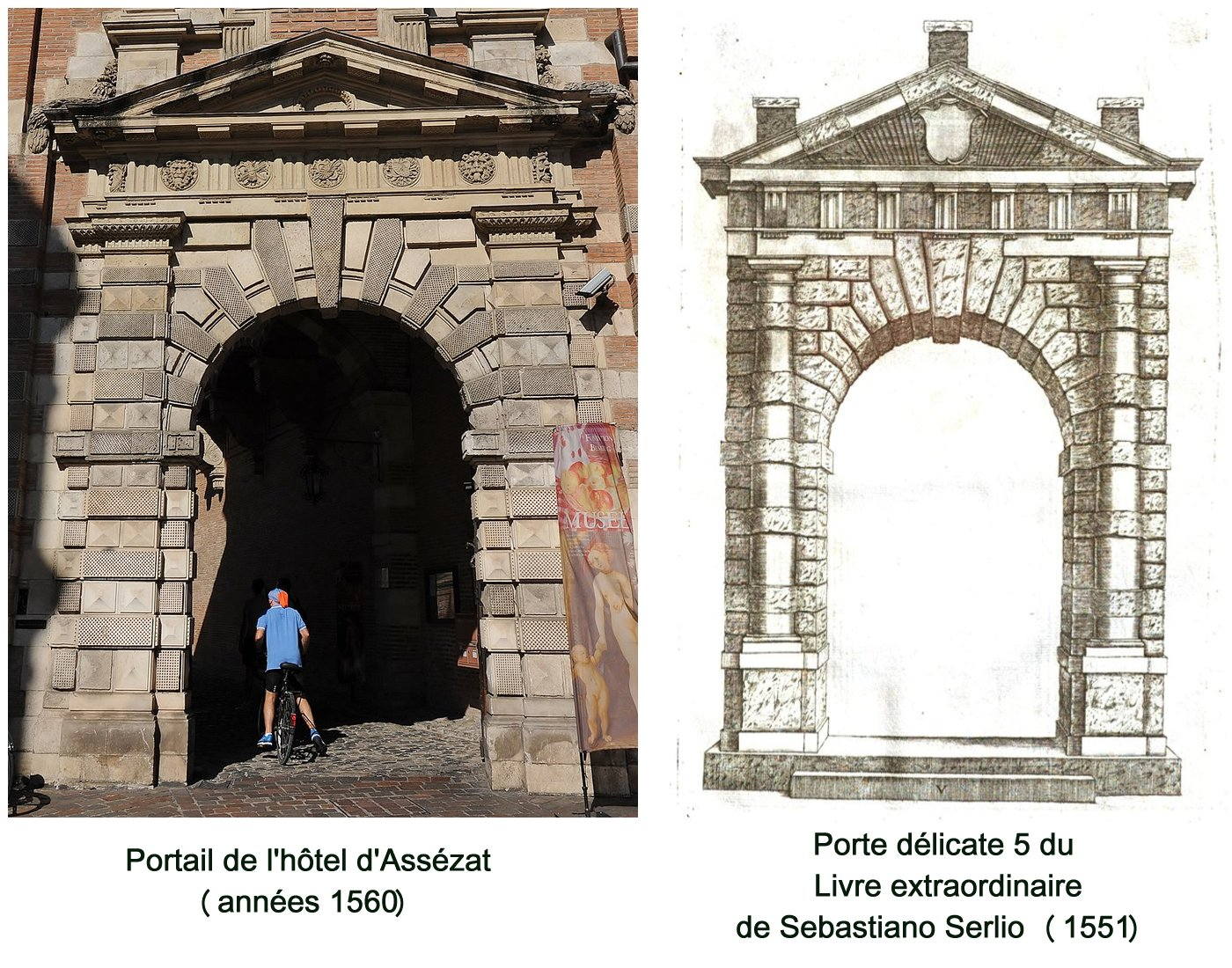
Influenza di un'incisione del Serlio sul portale.
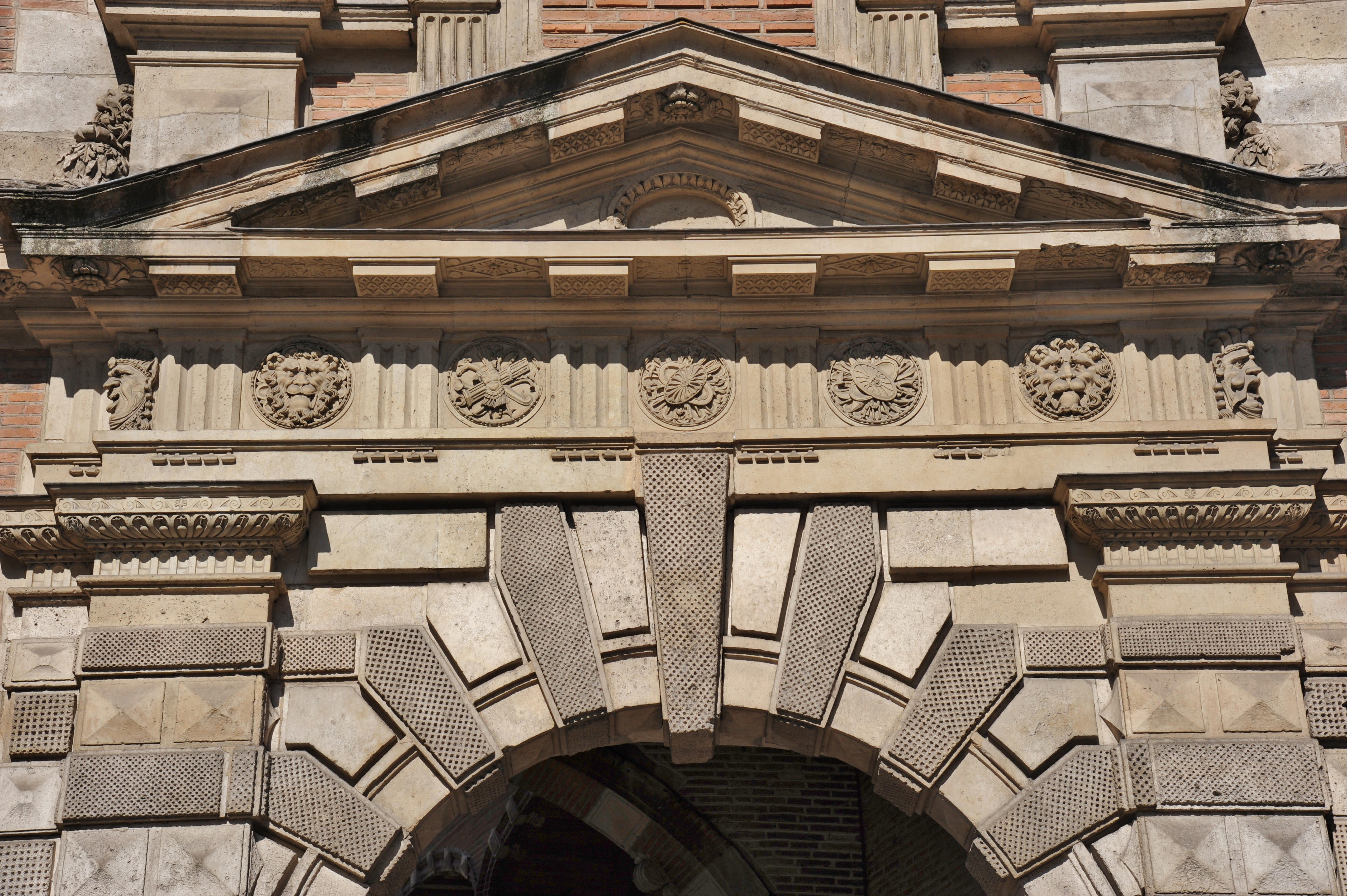
Fregio di metope.
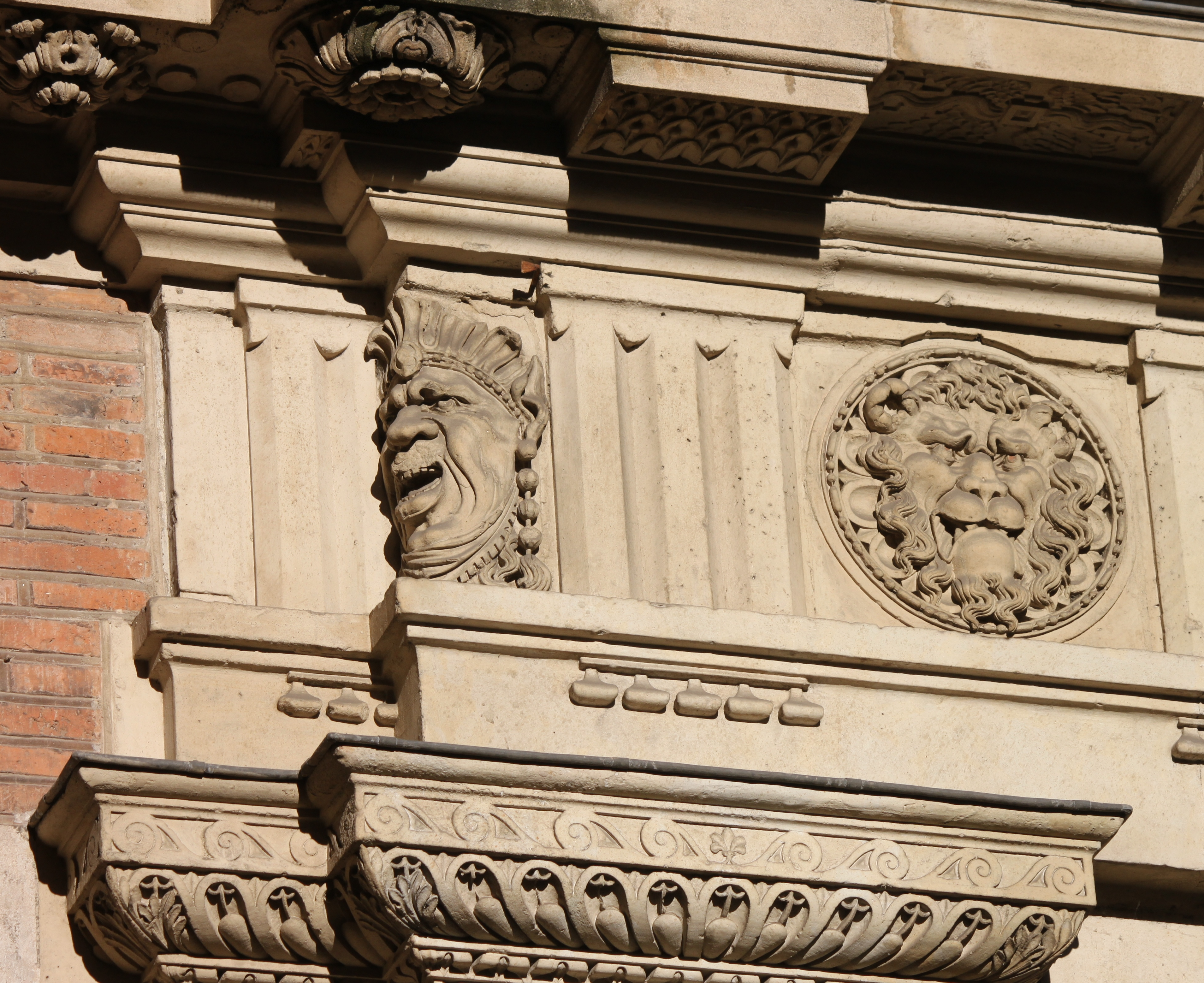
Dettaglio del cancello.
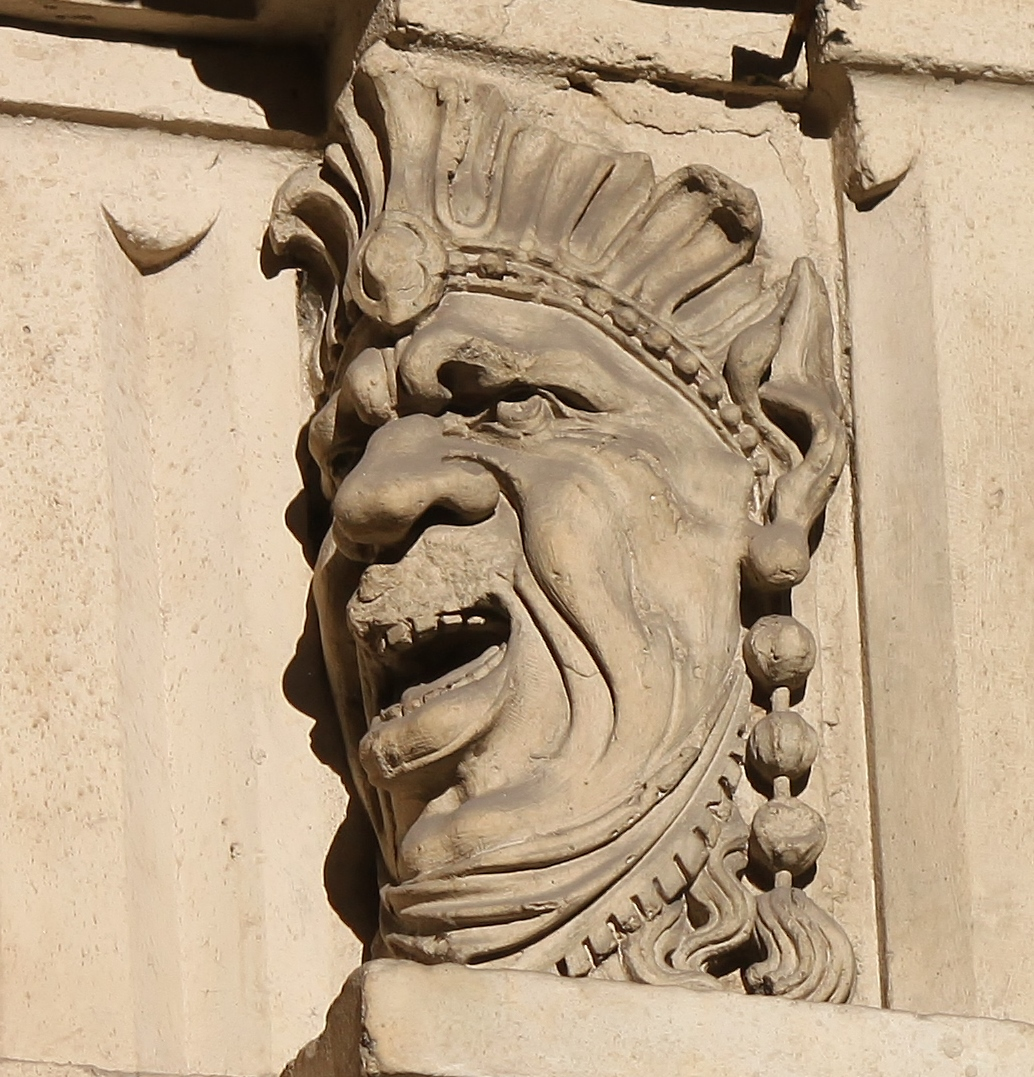
Una figura di nativo americano, il fascino della novità.
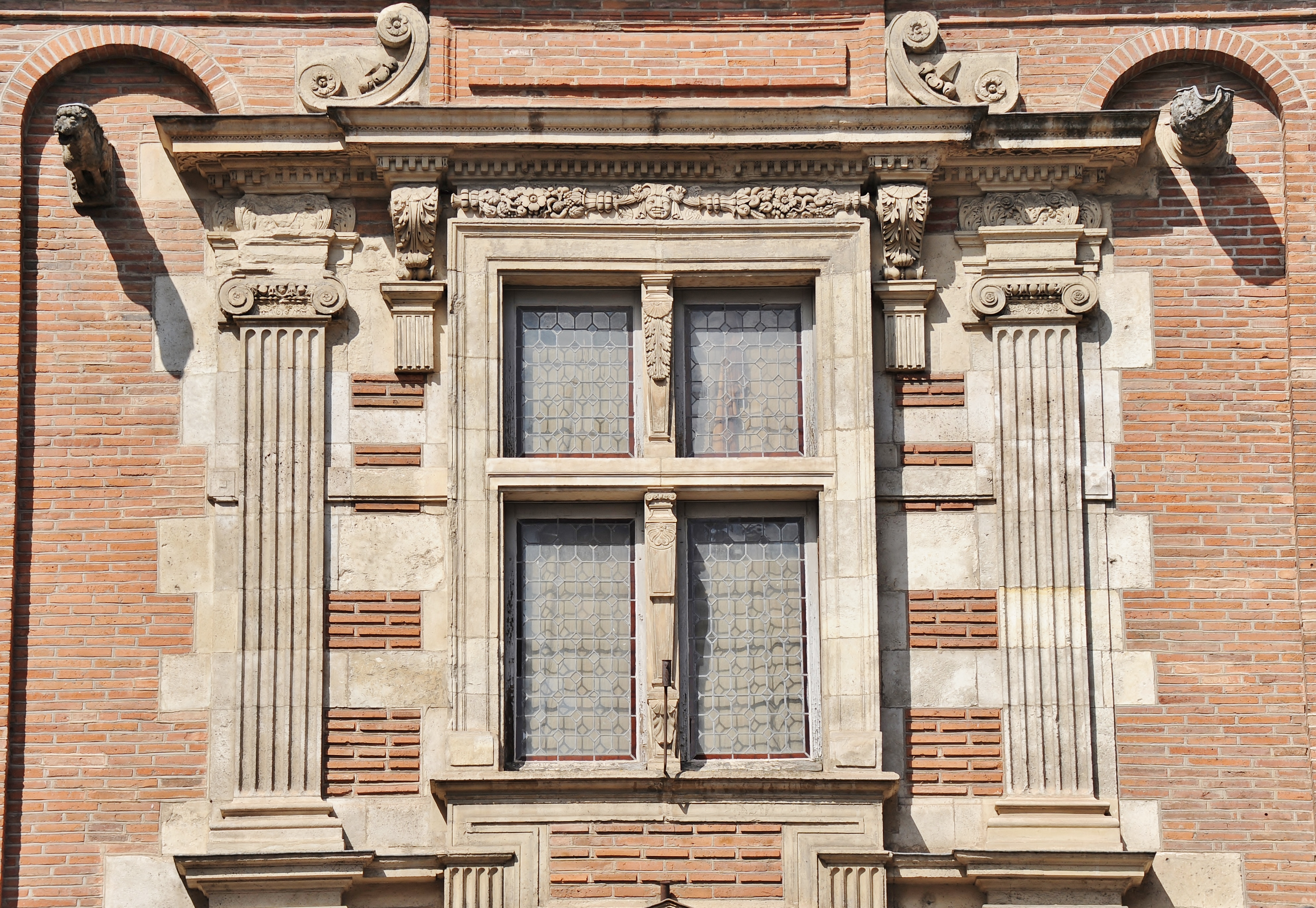
Finestra dell'ufficio del commerciante sulla strada.
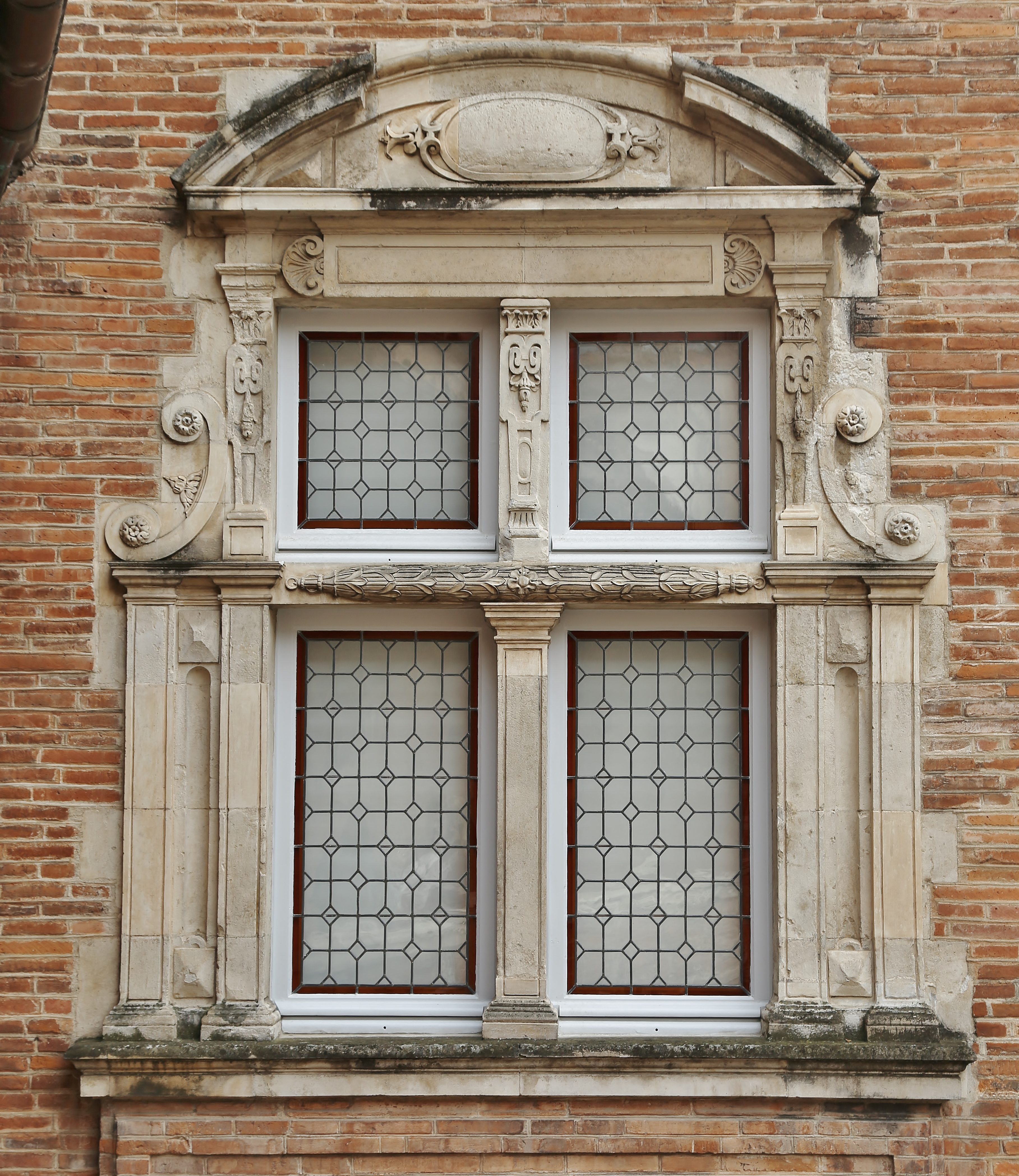
Finestra dell'ufficio del mercante sul cortile.
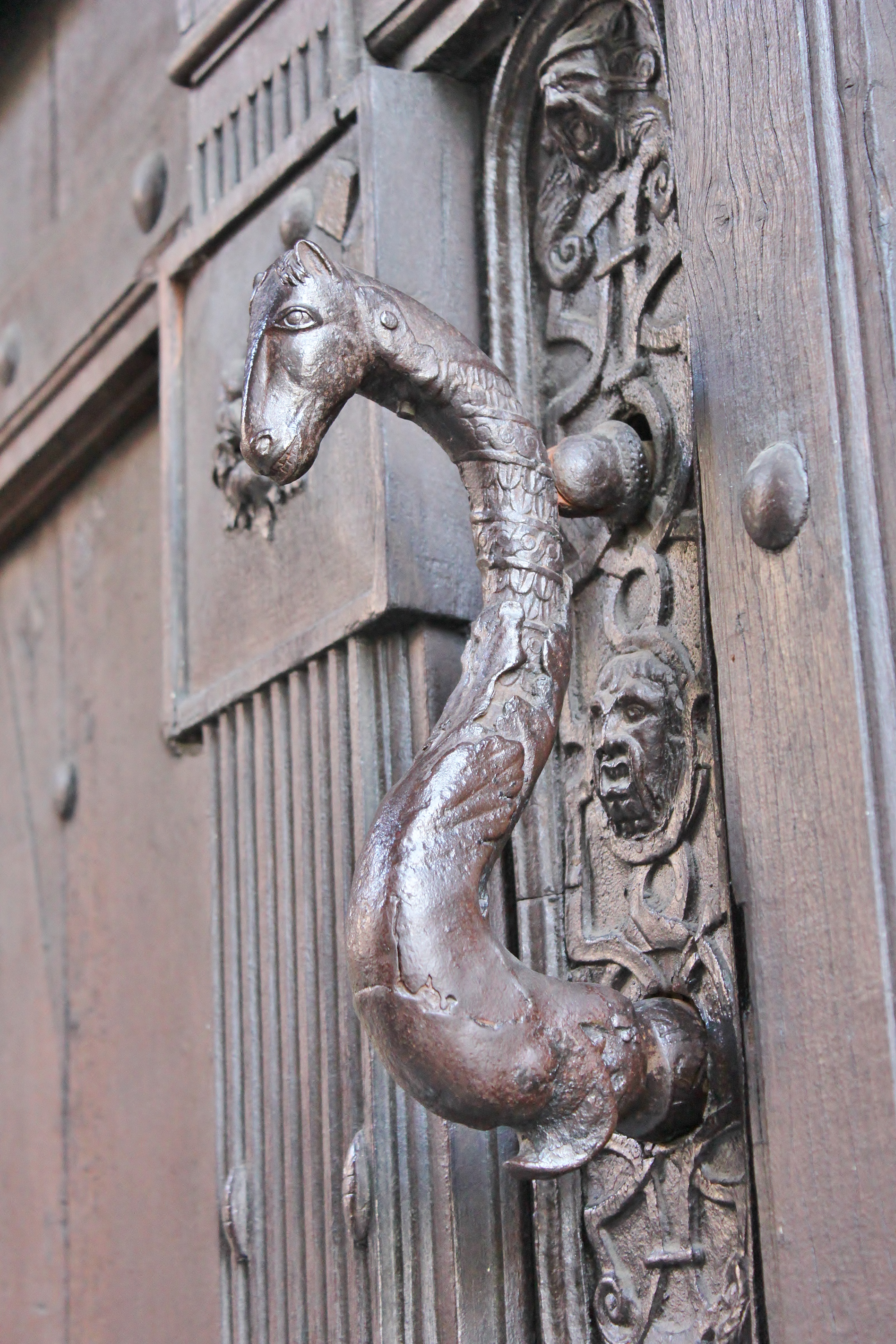
Il bussante.

### La scala e la torre
Lo scalone d'onore, con le sue ringhiere dritte, è ospitato in un padiglione che si proietta nel cortile e gli dà spazio per dispiegarsi. Gli ordini architettonici si ripetono sui pianerottoli e al primo piano si erge la figura imponente e muscolosa di un termine maschile. Sembra fare una smorfia sotto lo sforzo, con la testa protetta da un cuscino come Atlante ed Ercole, è un'allusione alla mitologia e un simbolo di erudizione., e ricorda i giganti dipinti da Giulio Romano nel Palazzo Te di Mantova.
La corona di mattoni della torre la rende il palazzo più alto della città. Vera e propria torre d'orgoglio, dispone di due terrazze e di un percorso coperto. Probabilmente terminato da Dominique Bachelier, gli ha dato la forma di un tempietto italiano.

Fotografie della torre delle scale
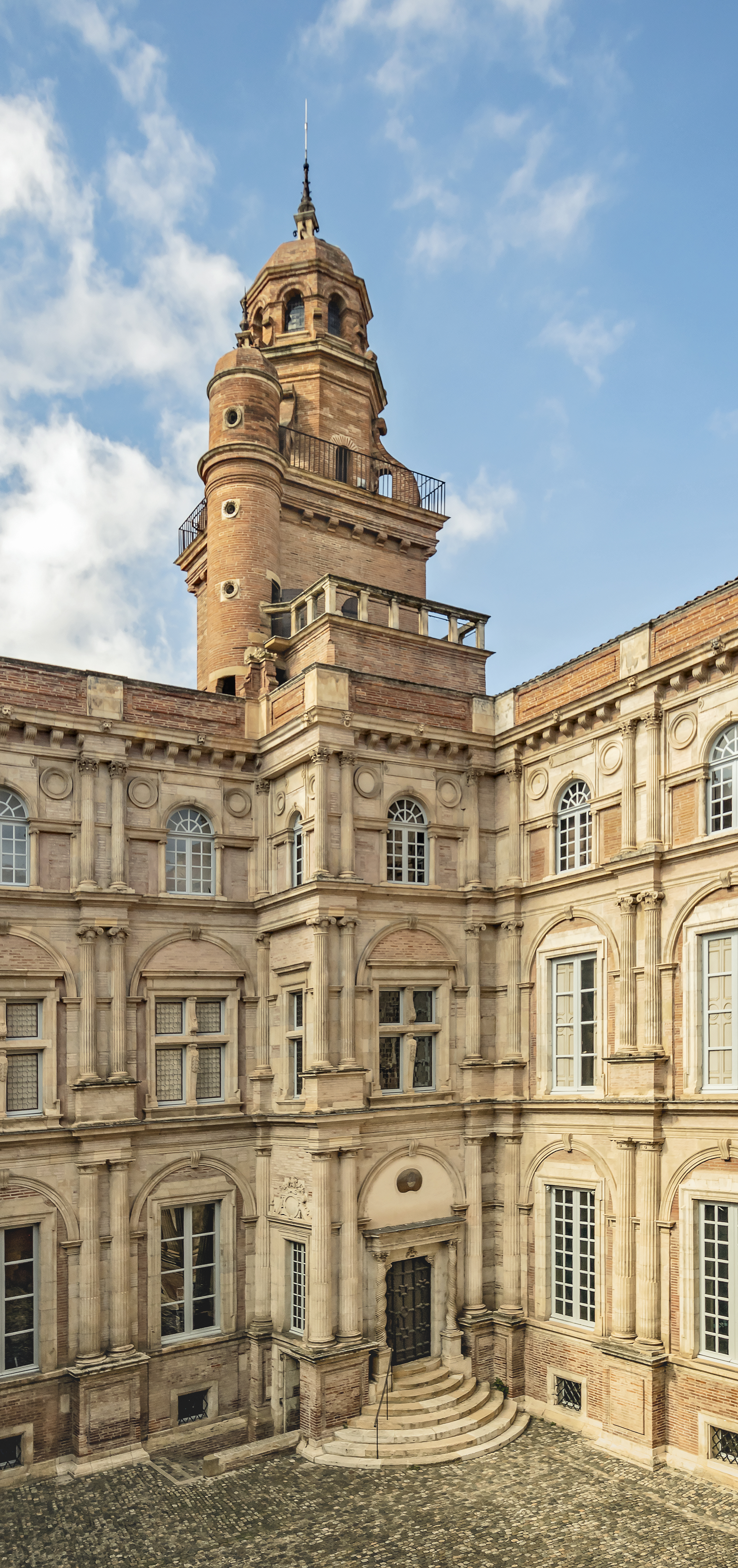
La torre delle scale.
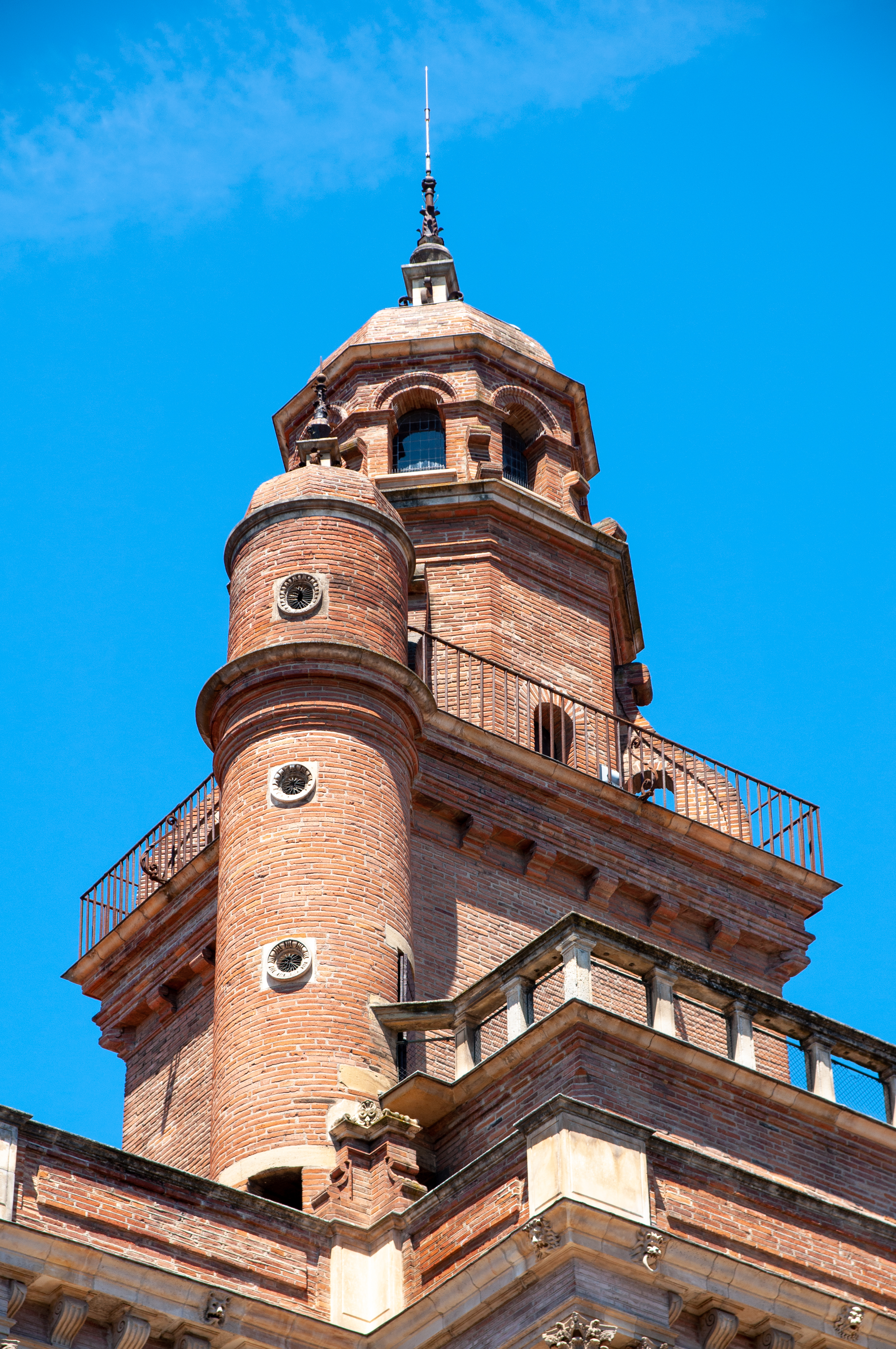
La cima della torre.
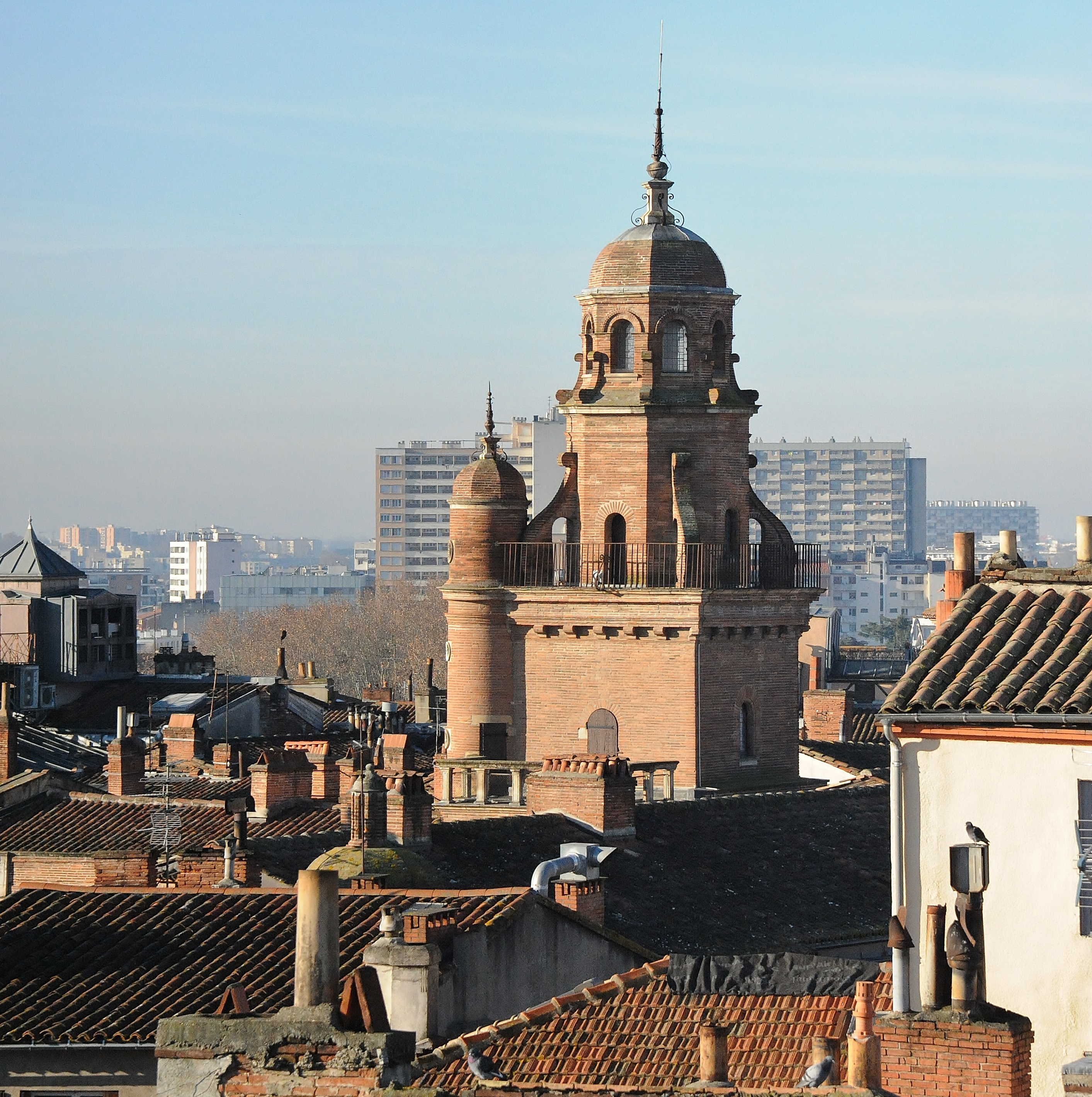
La cima della torre.
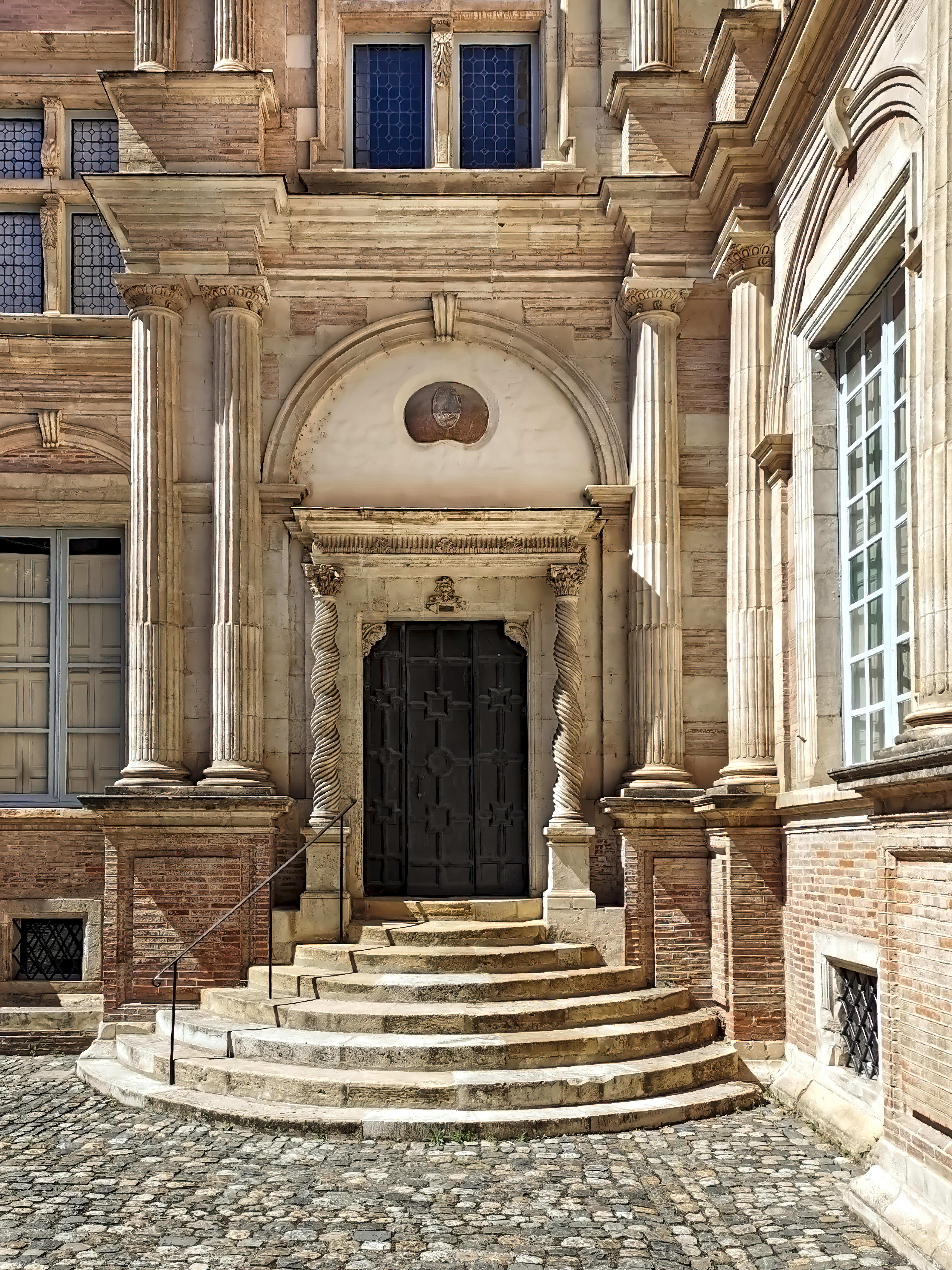
Porta della scala principale.
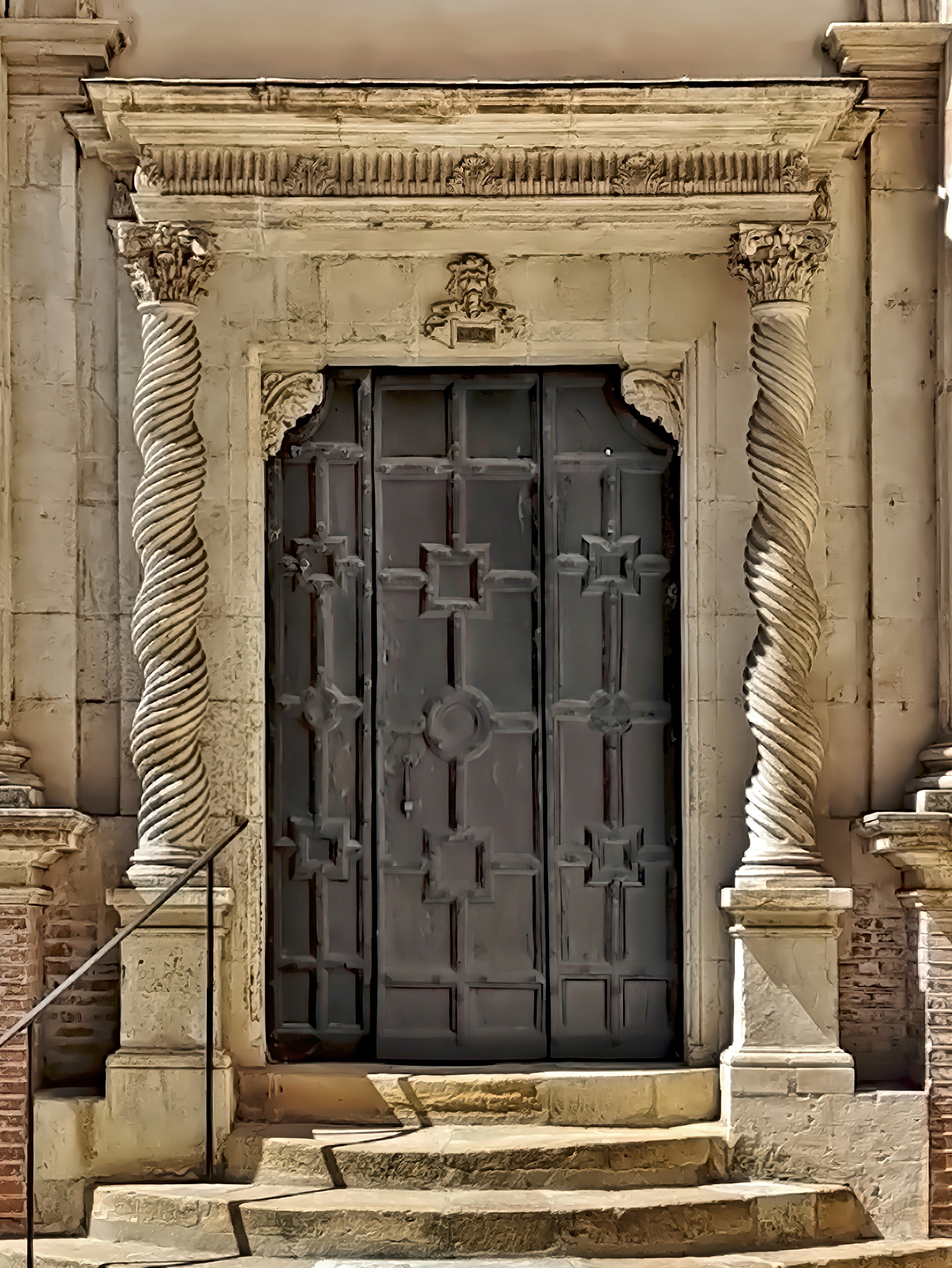
Colonne salomoniche.
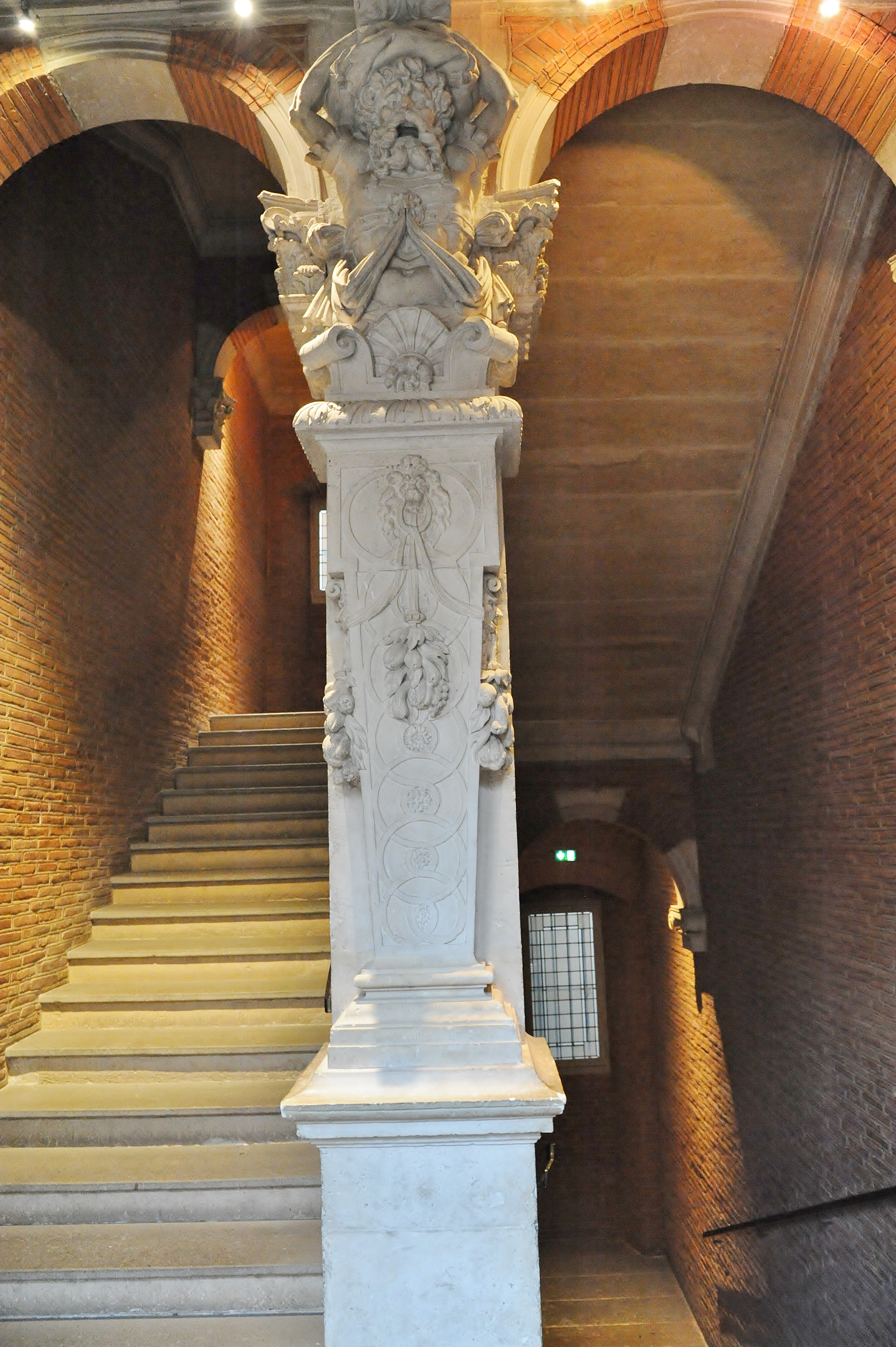
La scala.
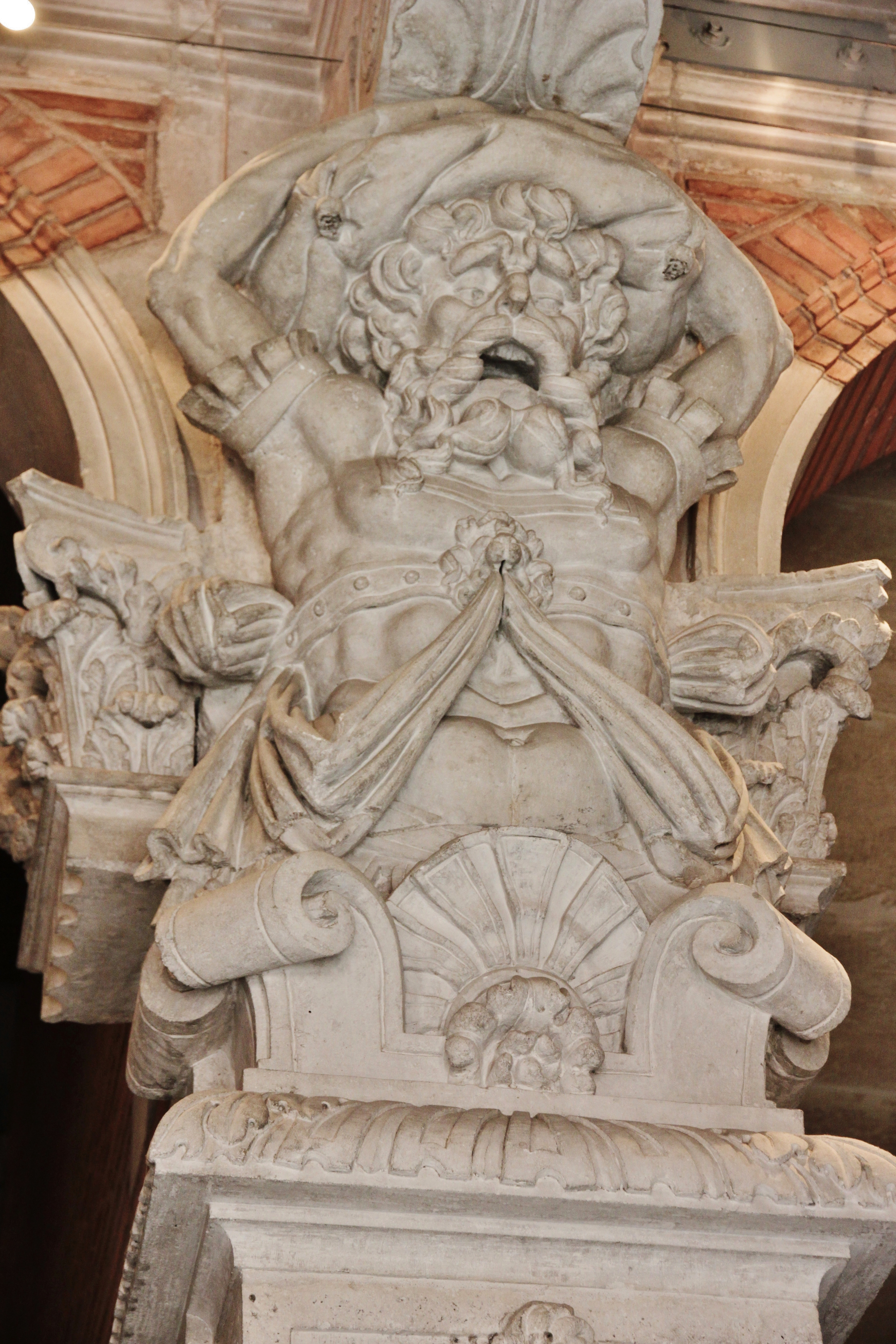
Atlantea nella scala principale.